# 濃飛乗合自動車
濃飛乗合自動車株式会社（のうひのりあいじどうしゃ、英文社名：Nohi Noriai Jidosha Co., Ltd. ）は、岐阜県高山市に本社を置く名鉄グループのバス事業者。通称は濃飛バス（のうひバス）であり、この通称は会社でも公式に使用している。
社名の「濃飛」は、旧国名である「美濃国」の「濃」と「飛騨国」の「飛」をそれぞれ一字ずつ取ったもの。

## 概要

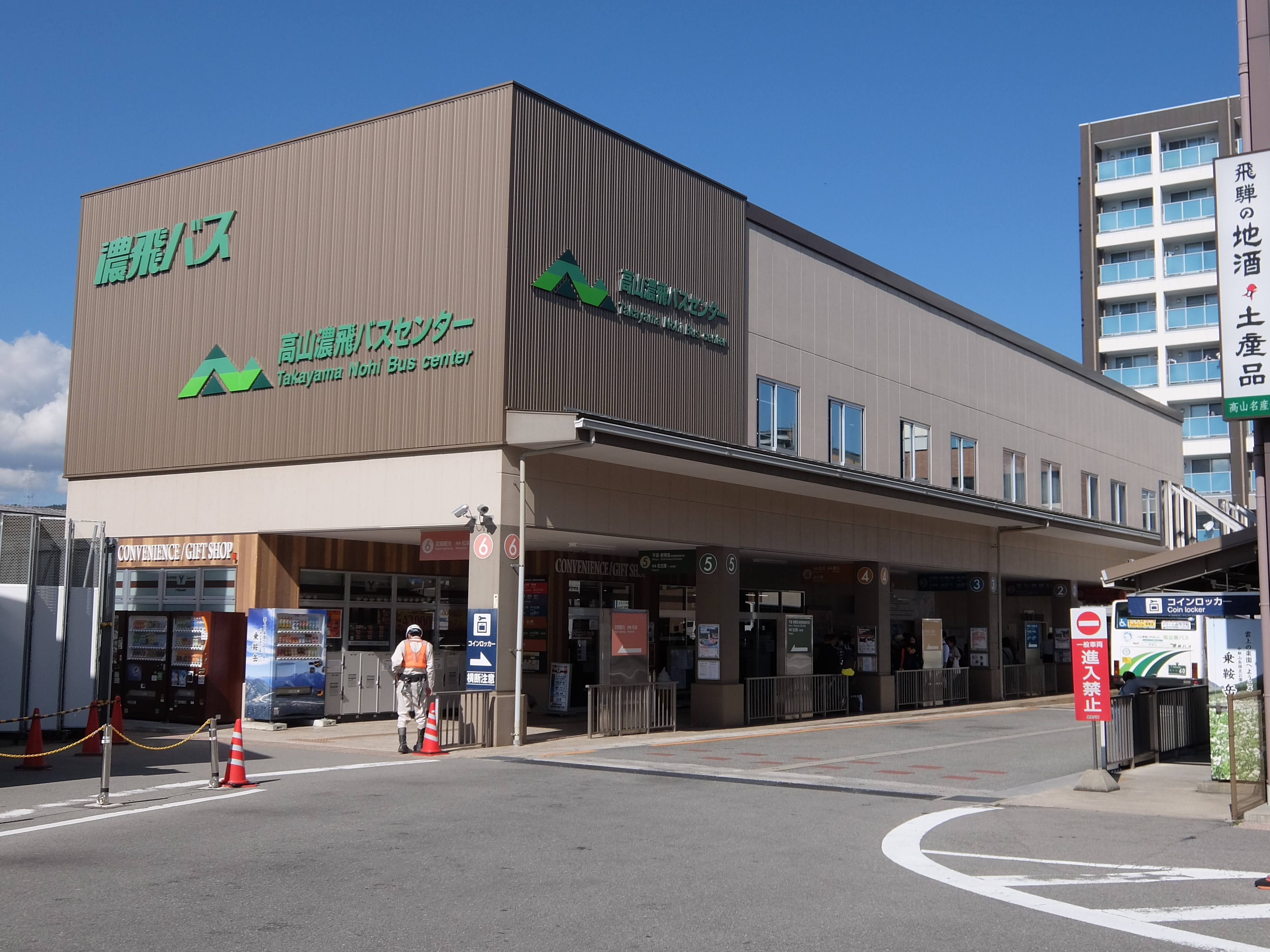
濃飛バスの一大拠点である高山濃飛バスセンター

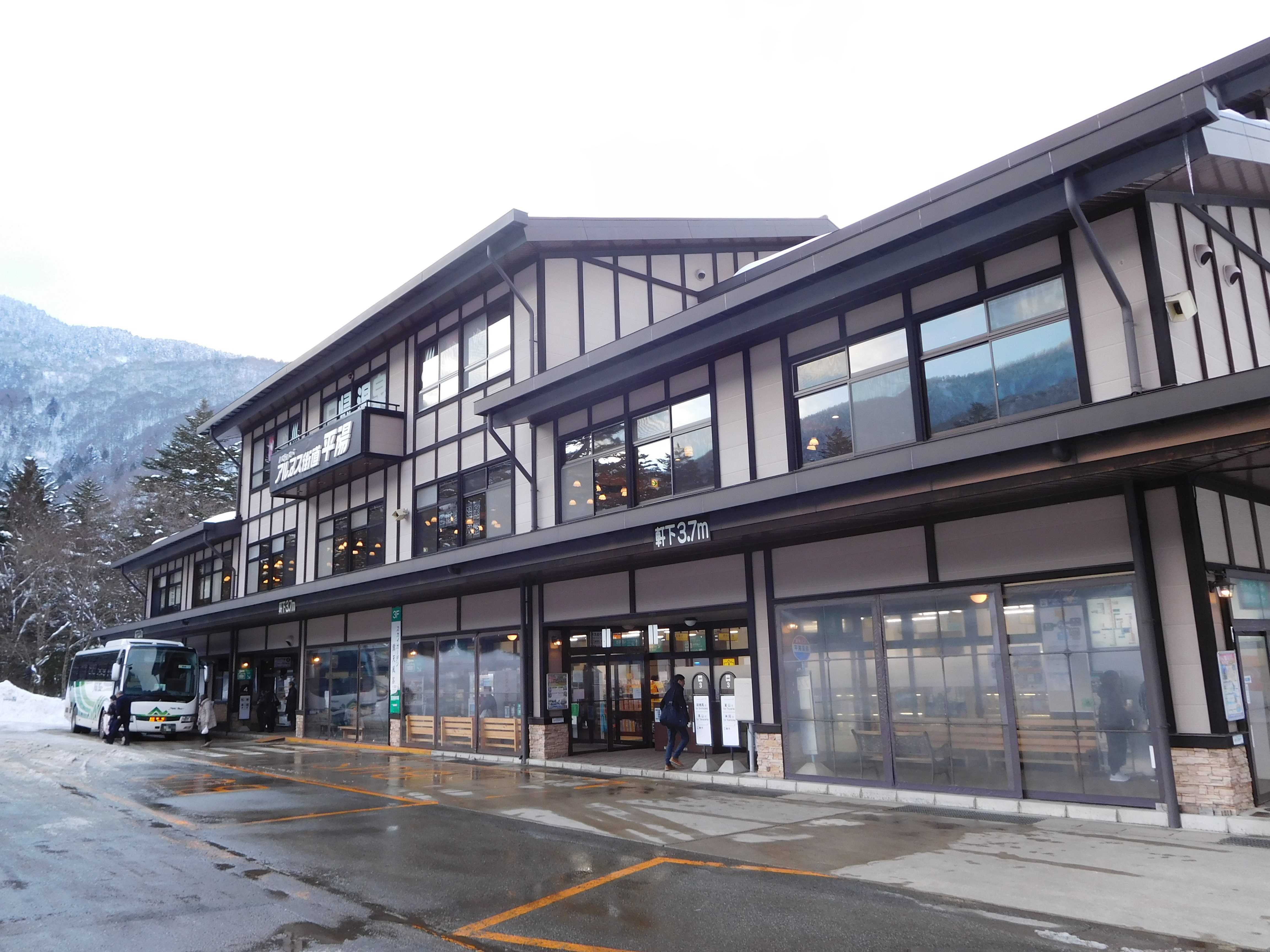
高山市・飛騨市・松本市の中継地点である平湯バスターミナル

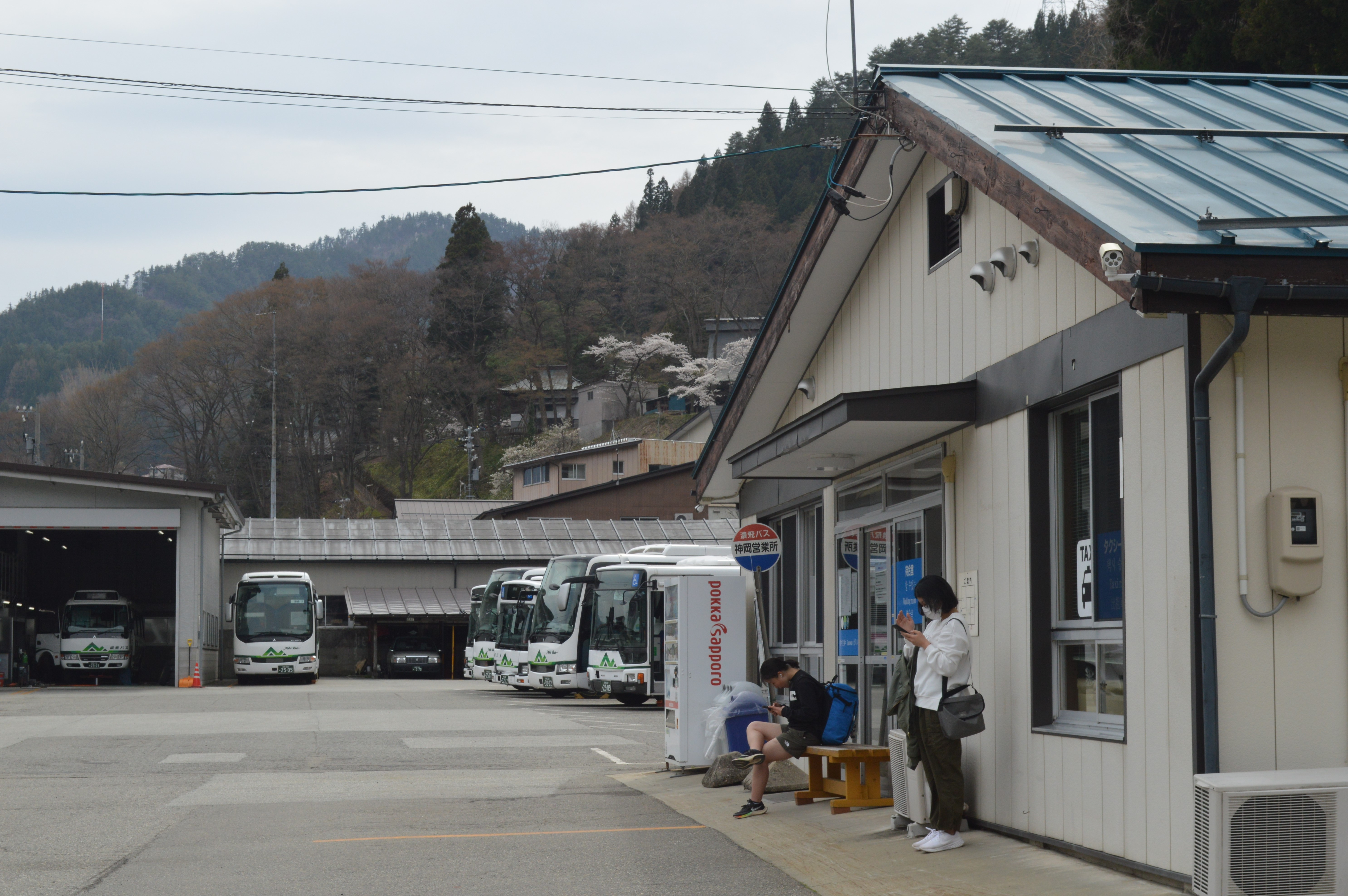
神岡営業所

第二次世界大戦下の陸運統制令に基づく運輸通信省通達により、飛騨地区の統合主体として1943年（昭和18年）に設立。戦後に名鉄グループ入りした。
乗合バス・貸切バス事業を行うほか、旧「濃飛交通」から引き継いだタクシー事業を神岡営業所で行う。また平湯バスターミナルにドライブイン「アルプス街道平湯」を併設し、レストラン・売店・日帰り温泉を運営している。
高山方面から東京・名古屋・岐阜・京都・大阪・白川郷・金沢・富山・高岡方面への高速バスや、松本方面への特急バスなどを運行する。
名鉄グループではあるが、京王電鉄バス（京王グループ）が主催する中央高速バス運行事業者による連盟「中央ハイウェイバスアライアンス「CHANCE」」にも加盟する。
一般路線は、岐阜県高山市・飛騨市・下呂市・中津川市（旧加子母村のみ）・加茂郡白川町・東白川村および長野県松本市、富山市（猪谷駅バス停のみ）で運行する。
2022年（令和4年）7月1日付で、名鉄グループのバス事業再編により設立された中間持株会社「名鉄グループバスホールディングス」の傘下に入り、同社の子会社となった。

## 営業所
- 飛騨地区（飛騨ナンバー）
  - 高山営業所（高速・一般乗合・貸切）
  - 神岡営業所
  - 下呂営業所
- 美濃地区（飛騨ナンバー）
  - 美濃白川管理所（2004年12月16日に白川口営業所が移転）

この他に平湯バスターミナルを管理する「平湯管理所」、飛騨古川駅前の「古川出札」などがある。

### 廃止営業所
- 美濃地区（岐阜ナンバー）
  - 中津川営業所（濃飛バスターミナル） - 2008年（平成20年）9月30日をもって「名鉄グループ同士の競合状態」を避けるために廃止。管内の路線は北恵那交通に譲渡。
  - 太田営業所 - 1988年（昭和63年）3月をもって閉鎖

## 路線
下記において、「高山」「下呂」「中津川」は、それぞれ高山濃飛バスセンター（高山駅前）、下呂バスセンター、中津川駅前バスターミナルを示す。

### 高速バス

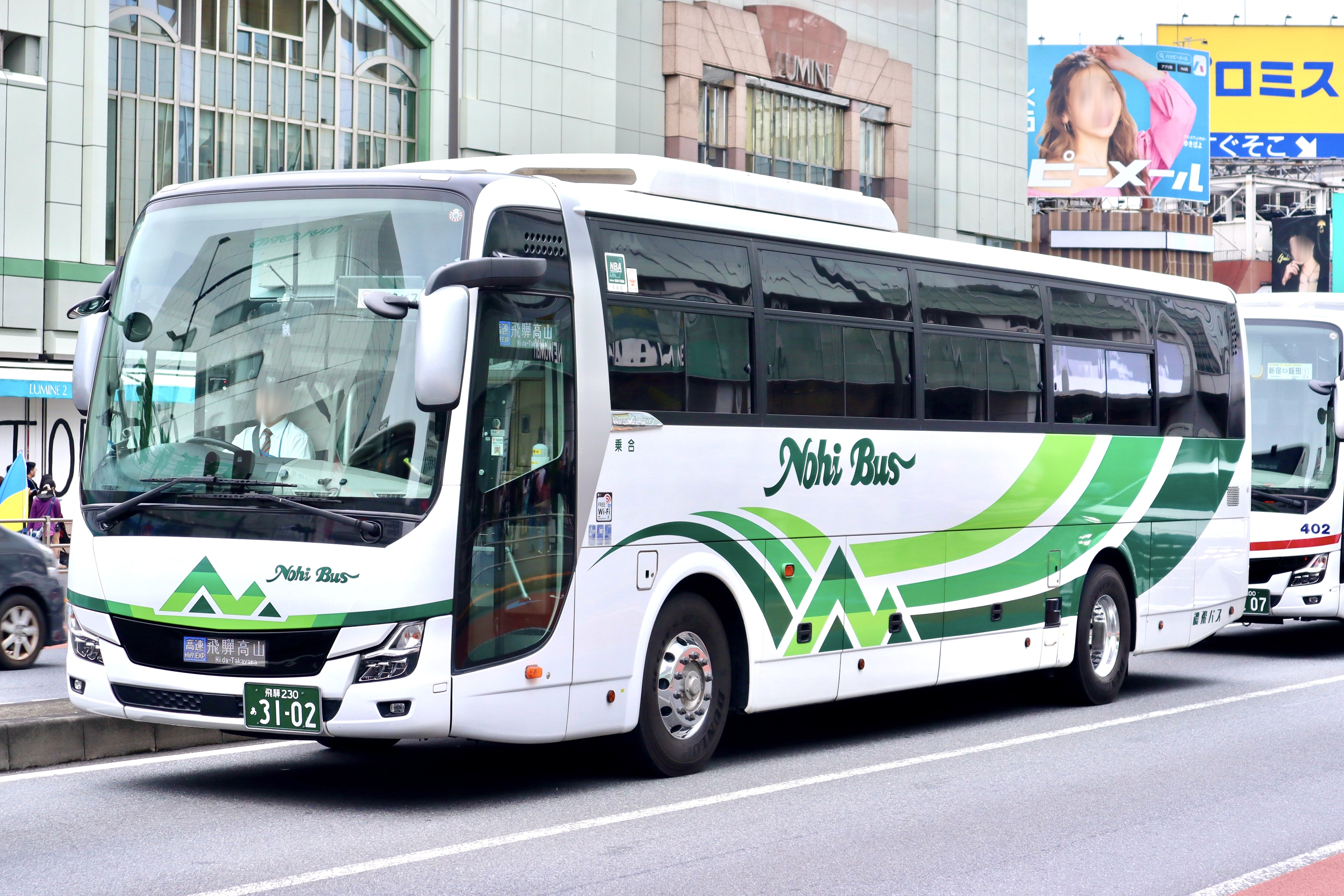
中央高速バス飛騨高山線

高山から平湯温泉を経由して各方面へ向かう路線は安房峠道路を経由して長野自動車道を、その他の路線は東海北陸自動車道を走行する。記事がある路線の停留所等詳細は当該記事を参照。
高山 - 新宿線：中央高速バス
京王バスと共同運行。「シュトライナー」の愛称があるが、現在はあまり使われない。1.5往復は古川駅前まで延長されていたが、2020年（令和2年）9月1日より休止している。
高山 - 京都・大阪線：ウエストライナー
近鉄バスと共同運行。季節運行の夜行便のみ平湯温泉経由で新穂高ロープウェイまで延長されている（大阪方面は平湯温泉始発）。
高山 - 名古屋線：ひだ高山号
名鉄バス・JR東海バスと共同運行。「メイヒライナー」の愛称があるが、現在はあまり使われない。かつては名鉄バス運行便のうち1往復が中部国際空港まで延長されていた。観光シーズンを中心に終日満席となることもあり、「名古屋線満席の場合は、岐阜～高山線のご利用が便利です」と下記の高山 - 岐阜線の利用を呼びかけている。
高山 - 岐阜線
- 高山 - 高速ひるがの高原 - 高速関 - 高速各務原 - 名鉄岐阜（岐阜バスターミナル）

岐阜乗合自動車と共同運行。かつて岐阜乗合自動車単独運行で一般道を走行していた「グリーンライナー」が、東海北陸道延伸を機に高速道路に載せ替え併せて共同運行化する形で2009年（平成21年）3月19日運行開始。2014年（平成26年）12月1日より高速各務原、2021年（令和3年）10月1日より高速ひるがの高原への停車をそれぞれ開始。

#### 白川郷発着路線

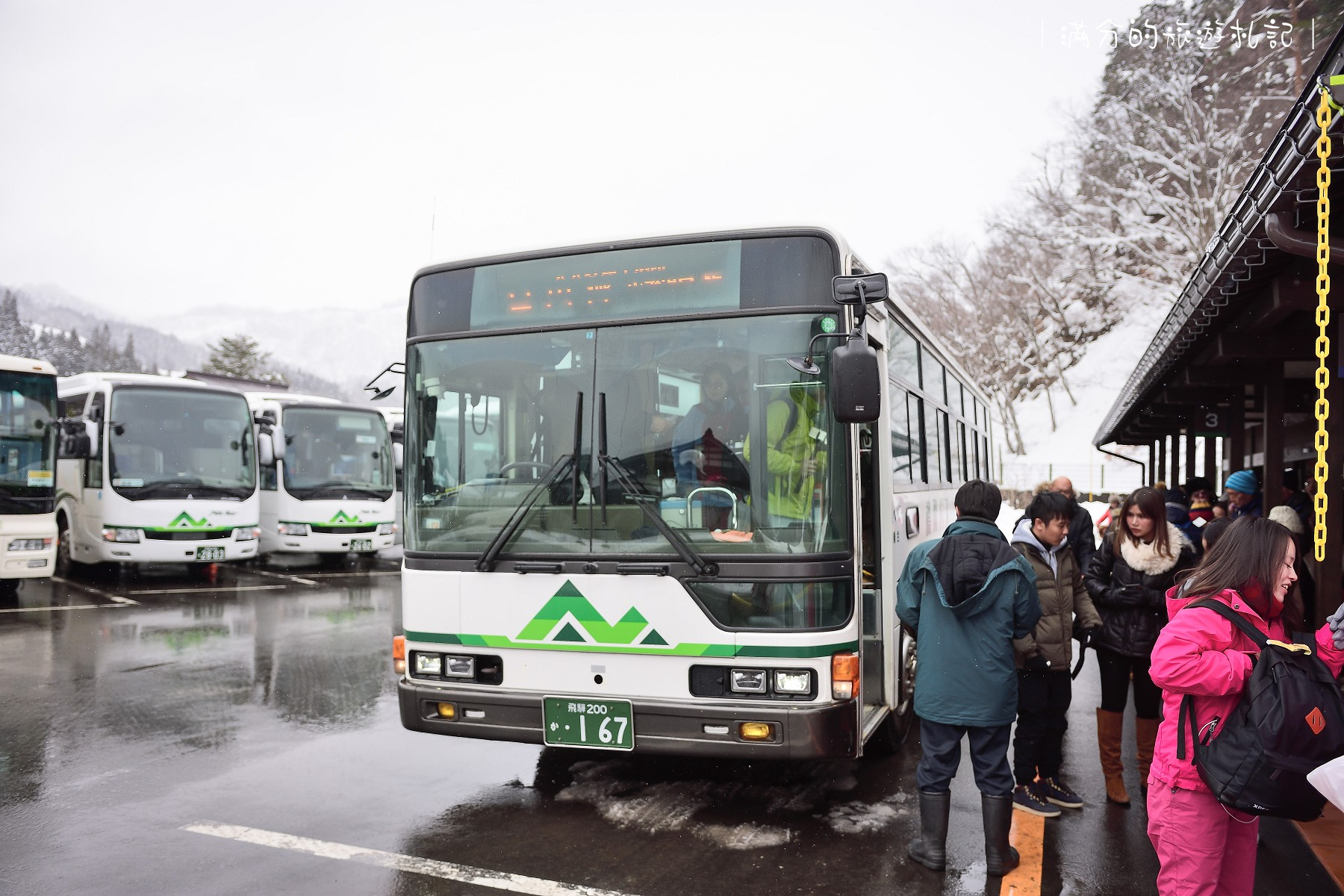
白川郷線

白川郷バスターミナルには以下の複数の路線が発着しており、いずれも高山 - 白川郷間のみの利用も可能。白川郷線の牧発着便のみ高山と白川郷周辺で一般道にある停留所で乗降扱いを行うが、他の路線はすべて無停車で直行する。金沢線・富山線・高岡線は予約制となっている。高山 - 白川郷間の運賃はどの路線の便を利用した場合でも同額だが、企画乗車券についてはすべての路線が利用可能なものもあれば、予約制の路線は利用不可という制限がかかっているのものもある。また、白川郷 - 金沢間は北陸鉄道と名鉄バスが「名古屋 - 白川郷・金沢線」を運行しており高山 - 金沢線と運賃も同額だが、乗車券は共通利用できない。
高山 - 白川郷間は全路線合わせて約30 - 60分間隔の高頻度で運行しているが、予約制便がほぼ常に満席で予約しづらい状況が続いている。そのため繁忙期は自由席便のダイヤにおいて続行便を最大6号車まで設定して対応しているが、運転士不足や両バスターミナルの容量が限界に近いため増発が困難になっている。
運行経路は高山 - 国道41号線 - 高山IC - 中部縦貫道(高山清見道路) - 飛騨清見IC - 東海北陸自動車道 - 白川IC - 白川郷。

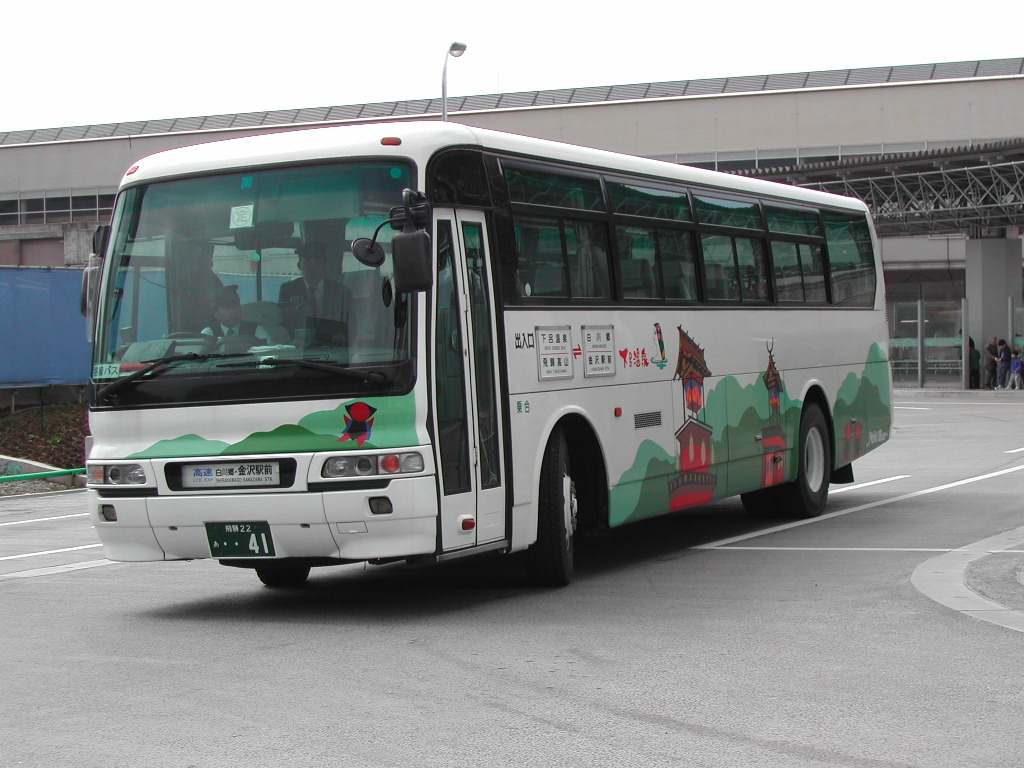
高山 - 金沢線
- 高山 - 白川郷 - 金沢駅前

北陸鉄道と共同運行。
開設当初は下呂温泉・高山 - 白川郷 - 金沢駅の運行であったが、2008年4月より下呂温泉乗り入れが廃止された。「ノースライナー」の愛称があるが、現在はあまり使われない。
高山 - 富山線
- 高山 - 白川郷 - 富山駅前

富山地方鉄道と共同運行。以前高山 - 富山間を一般道経由で結んでいた特急バスの復活ではなく、東海北陸自動車道・北陸自動車道を利用して白川郷を経由する高速バスである。
2015年（平成27年）12月1日、1日4往復で運行開始。2020年（令和2年）4月1日より6往復（このうち1往復は白川郷 - 富山間の区間便）に増便し、地鉄担当便のうち2往復は富山きときと空港を経由していた。
高山 - 高岡線
- 高山 - 白川郷 - （砺波駅南口 - 三井アウトレットパーク北陸小矢部） - 新高岡駅 - 高岡駅前（ - 高岡バスターミナル（イルカ交通））

加越能バス・イルカ交通と共同運行。当初は2020年（令和2年）4月10日より1日5往復で運行開始予定だったが、新型コロナウイルス感染拡大防止のため開業3日前の4月7日に延期が発表された。その後、同年8月7日より1日3往復（各社1往復ずつ）での運行を開始し、2023年（令和5年）12月1日より当初予定していた5往復に増便した。
なお、高山 - 高岡間の高速バスは、富山県南砺市と濃飛・加越能バスによる実証実験として2012年（平成24年）11月17日から2013年（平成25年）3月31日の土休日にも運行された。濃飛・加越能が1往復ずつ運行。この時は高山 - 白川郷間のみの利用はできなかった。五箇山合掌の里では相倉および城端駅前・桜ヶ池まで運行するシャトルバスと接続していた。当時の運行経路は以下の通り。
- 高山 - 白川郷 - 五箇山合掌の里 - 高岡駅前

また、2018年（平成30年）から2019年（令和元年）にも加越能バスが単独で運行した。詳細は加越能バスを参照。
白川郷線
- 高山 - 白川郷
- 高山 - 西高校前 - 飯島 - 鳩谷 - 白川郷 - 平瀬温泉 - 牧[14]

下呂 - 高山 - 白川郷線
- 下呂 - 下呂駅前 - 高山 - 白川郷

下呂営業所が担当する路線である。2020年（令和2年）9月1日より運休中

### 特急バス
高山・新穂高 - 松本線

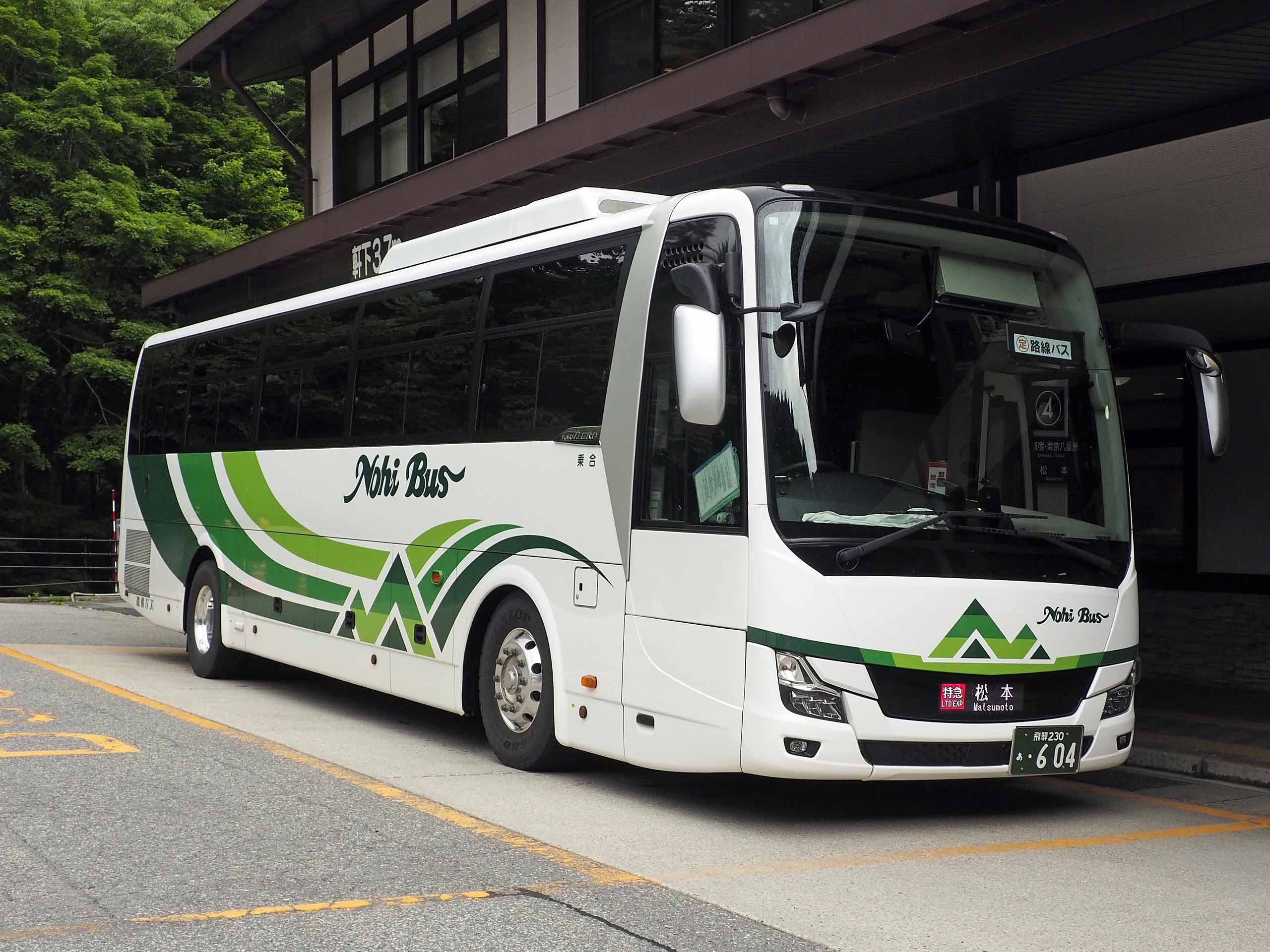
高山松本線

- 高山 - 丹生川 - 平湯温泉 - 中の湯 - さわんどバスターミナル - 安曇支所前 - 新島々駅 - 松本バスターミナル
- 新穂高ロープウェイ - 平湯温泉 - 中の湯 - さわんどバスターミナル - 安曇支所前 - 新島々駅 - 松本バスターミナル（季節運行）

アルピコ交通（松本営業所）と共同運行。「アルプスライナー」の愛称があるが、現在はあまり使われない。運行当初は座席指定制、その後座席定員制で運行していた。トイレがない車両を使用するため平湯温泉でトイレ休憩を行う。
2024年（令和6年）より段階的に運行内容が変更された。まず、4月1日より座席指定制となり、岐阜・長野の県境（平湯温泉 - 中の湯）をまたぐ場合は予約制となった。この時は同一県内のみの場合予約不要で、空席があれば利用できた。7月1日より乗降制限が設けられ、岐阜県内のみの利用は原則不可となった。高山行きのみ、当日平湯温泉発車前の時点で空席がある場合に限り乗車できる。なお、逆方向の場合や丹生川 → 高山間についてはこの取り扱いはない。7月14日より、長野県内のみ利用の場合も予約制となった。ただし長野県内については乗降制限はない。
沿革
- 1997年12月6日 - 安房峠道路供用開始と同時に運行開始。
- 2011年4月 - 松本側の運行を担当してきた松本電気鉄道が社名をアルピコ交通に変更[33]
- 2024年
  - 4月1日 - 座席指定制となり[30]、岐阜・長野の県境をまたぐ場合は予約制に変更[31]。
  - 7月1日 - 岐阜県内のみの利用は原則不可とし、平湯温泉 → 高山間のみ空席があれば利用可能に変更[32]。
  - 7月14日 - 長野県内のみ利用の場合も予約制に変更[32]。

高山・下呂 - 馬籠・妻籠線
- 高山 - 下呂・下呂駅前 - 馬籠 - 妻籠 - 馬籠

概ね4月 - 11月の間毎日運行。馬籠（馬籠行きのみ）と妻籠でダイヤ上1時間50分の停車時間が設けられており、発車時刻までは自由に散策できる。当面の間運休中。

### 一般路線
2022年4月1日より、高山・神岡営業所管内の路線（一部、下呂発着の路線も含む）で系統番号を導入した。土曜・休日は、日中でも運休となる便が多い。一部路線は全便運休となる。

#### 高山営業所管内
平湯・新穂高線

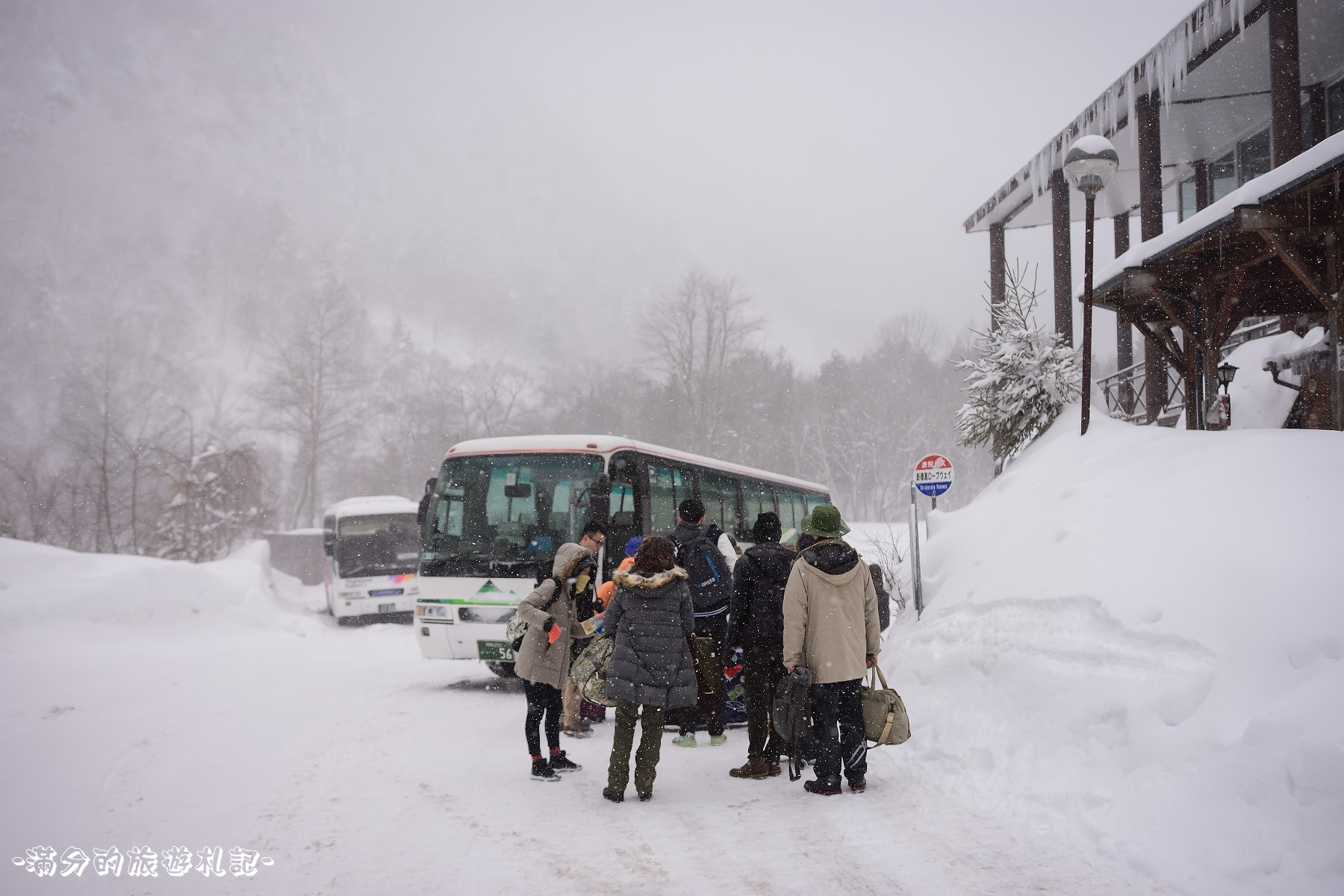
新穂高ロープウェイバス停

- [H01] 高山 - 古い町並口 - 町方 - 鍾乳洞口 - スキー場口 - ほおのき平 - 五色ヶ原入山口 - 平湯温泉 - 一宝水 - 栃尾温泉 - 中尾焼岳登山口 - 新穂高ロープウェイ
- [H02] 高山 - 古い町並口 - 町方 - 鍾乳洞口 - スキー場口 - ほおのき平 - 五色ヶ原入山口 - 平湯温泉 - 一宝水 - 栃尾温泉 - 新穂高ロープウェイ
- [H03] 高山 - 古い町並口 - 町方 - 鍾乳洞口 - スキー場口 - ほおのき平 - 五色ヶ原入山口 - 平湯温泉 - 福地温泉 - 栃尾温泉 - 中尾焼岳登山口 - 新穂高ロープウェイ
- [H04] 高山 - 古い町並口 - 町方 - 鍾乳洞口 - スキー場口 - ほおのき平 - 五色ヶ原入山口 - 平湯温泉 - 福地温泉 - 栃尾温泉 - 新穂高ロープウェイ
- [H10] 高山 - 古い町並口 - 町方 - 鍾乳洞口 - スキー場口 - ほおのき平 - 五色ヶ原入山口 - 平湯温泉
- [H21] 平湯温泉 - 一宝水 - 栃尾温泉 - 中尾焼岳登山口 - 新穂高ロープウェイ
- [H22] 平湯温泉 - 一宝水 - 栃尾温泉 - 新穂高ロープウェイ
- [H23] 平湯温泉 - 福地温泉 - 栃尾温泉 - 中尾焼岳登山口 - 新穂高ロープウェイ
- [H24] 平湯温泉 - 福地温泉 - 栃尾温泉 - 新穂高ロープウェイ
- [H33] 高山 → 三福寺町 → 町方 → 鍾乳洞口 → スキー場口 → 五色ヶ原入山口 → 平湯温泉 → 福地温泉 → 栃尾温泉 → 中尾焼岳登山口 → 新穂高ロープウェイ
- [H43]  久美愛厚生病院 ← 西高校前 ← 高山 ← 古い町並口 ← 町方 ← 鍾乳洞口 ← スキー場口 ← 五色ヶ原入山口 ← 平湯温泉 ← 福地温泉 ← 栃尾温泉 ← 中尾焼岳登山口 ← 新穂高ロープウェイ
- 久美愛厚生病院 ← 西高校前 ← 三福寺町 ← 町方（土休日と学校休日は運休）
- 高山 → 丹生川 → ほおのき平 → 五色ヶ原入山口 → 平湯温泉（夏季運行）
  - 高山市街地から丹生川地区・奥飛騨温泉郷を経て新穂高ロープウェイへ至る路線。一宝水経由・福地温泉経由がほぼ交互に運行され、いずれのルートも一部の便が中尾焼岳登山口を経由する。高山 - 平湯温泉、平湯温泉 - 新穂高間の区間便もある[16][38]。
  - [H33]は高山発最終便のみ運行され、三福寺町経由・ほおのき平非経由で運行[38]。また年末年始・お盆等の時期や催事等による市街地の交通規制時も同様に三福寺町経由のルートで迂回運行されるが、この時は迂回経路上のバス停には停車しない。
  - [H43]は朝の新穂高発初便のみ運行され、ほおのき平を経由せずに高山濃飛バスセンターまで運行後、西高校前などを経由し久美愛厚生病院へ向かう[38]。
  - 平日朝のみ町方始発の便が運行され、高山市街地に入らずに三福寺町・西高校前などを経由し、久美愛厚生病院へ向かう。ダイヤ上は町方を[H43]と同時刻発車になっているが、[H43]からの乗り継ぎは不可[38]。
  - 夏季の早朝に運行される高山発平湯温泉行きは丹生川経由で運行され、上記記載の停留所以外は通過する。また、ほおのき平以遠は降車専用になる。平湯温泉からは始発の新穂高行きが通年で運行される。
  - 以下の区間はデマンド方式となっており、当該停留所から乗車する場合は前日の18時までに予約が必要[38]。予約・降車ともにない場合は停留所を経由せず運行する。
    - 新穂高ロープウェイ行き：中尾焼岳登山口 → 新穂高温泉間
    - 久美愛厚生病院行き：国分寺 → 上切町間

上高地線

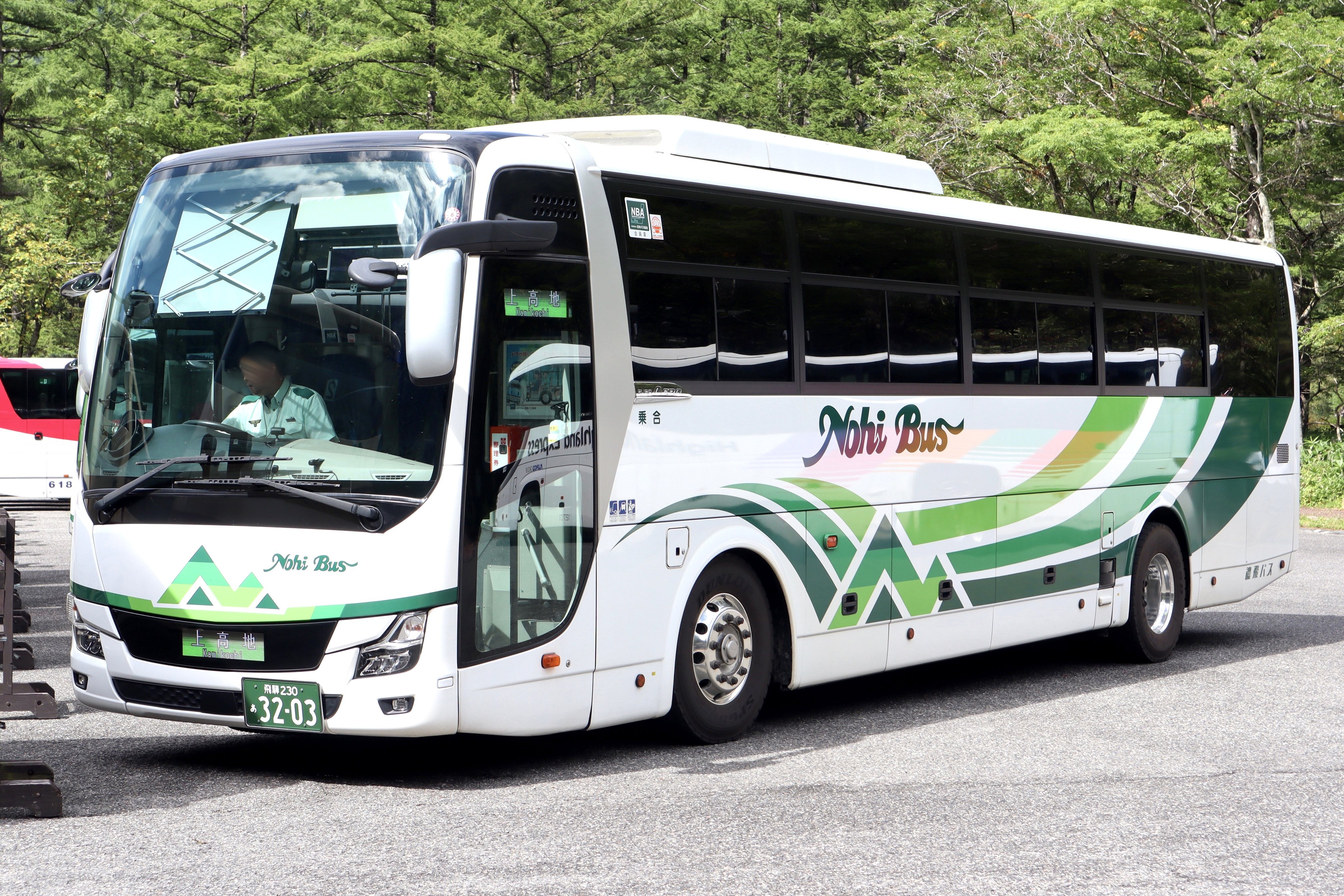
あかんだな駐車場と上高地を結ぶシャトルバス

- あかんだな駐車場 - 平湯温泉 - 中の湯 - 大正池 - 帝国ホテル前 - 上高地
  - 長野県道上高地公園線には通年規制によりマイカーの乗り入れができないため、岐阜県側から上高地へ向かう唯一の交通手段。アルピコ交通と共同運行で、毎年4月下旬頃から11月中旬頃までの期間限定運行。
  - あかんだな駐車場・平湯温泉 - 上高地間で往復乗車券を利用する場合、上高地行きに限り太兵衛平 - 帝国ホテル前間で途中下車しても復路の乗車券で再乗車できる[16]。逆方向の場合はこの取り扱いはなく、下車前途無効[39]。
  - 基本的にあかんだな駐車場始発だが、平湯温泉に常時増発対応の車両が待機しており、利用状況により平湯温泉始発着の増便を運行する場合もある。

乗鞍線
- ほおのき平 - 乗鞍畳平

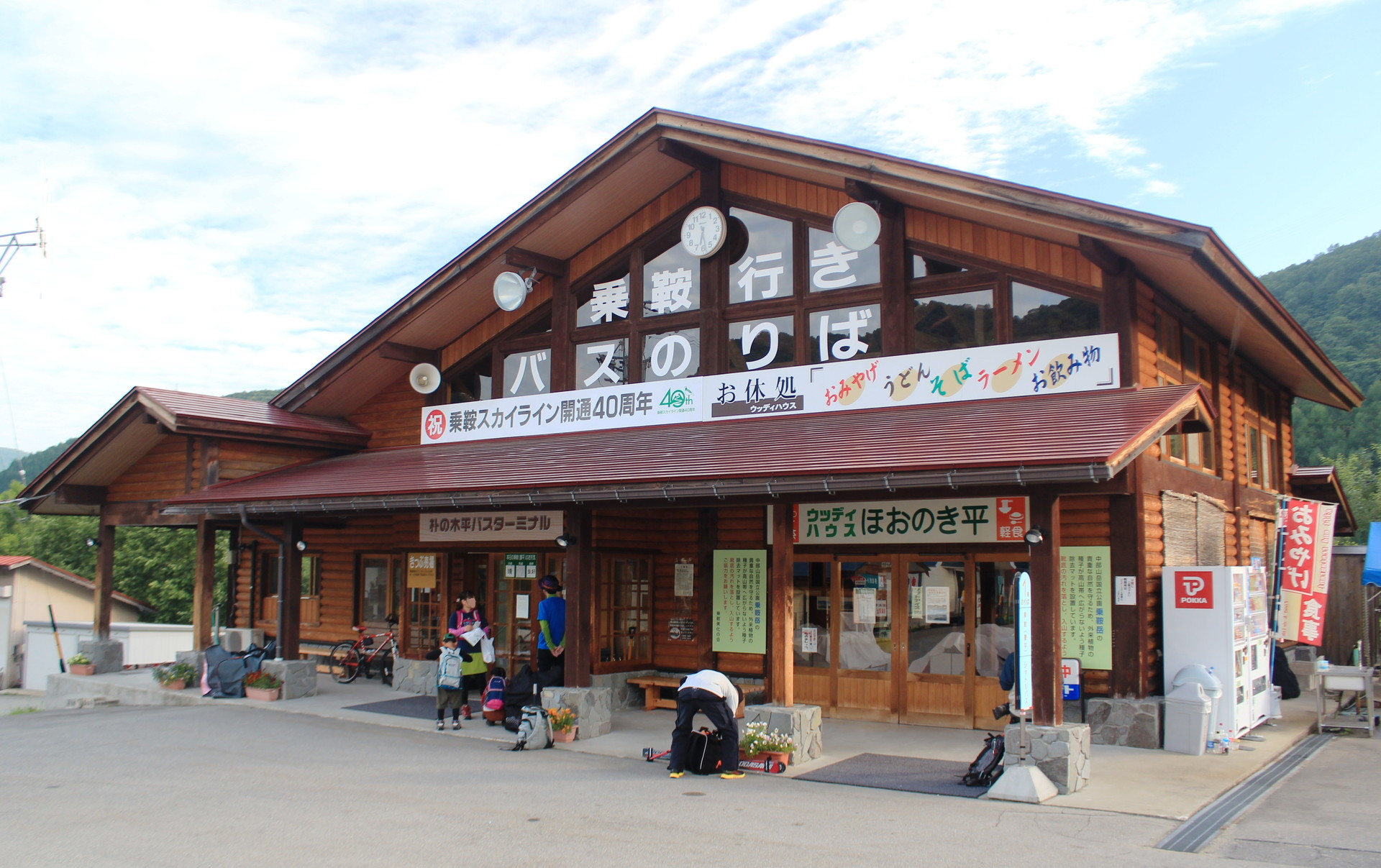
ほおのき平バスターミナル

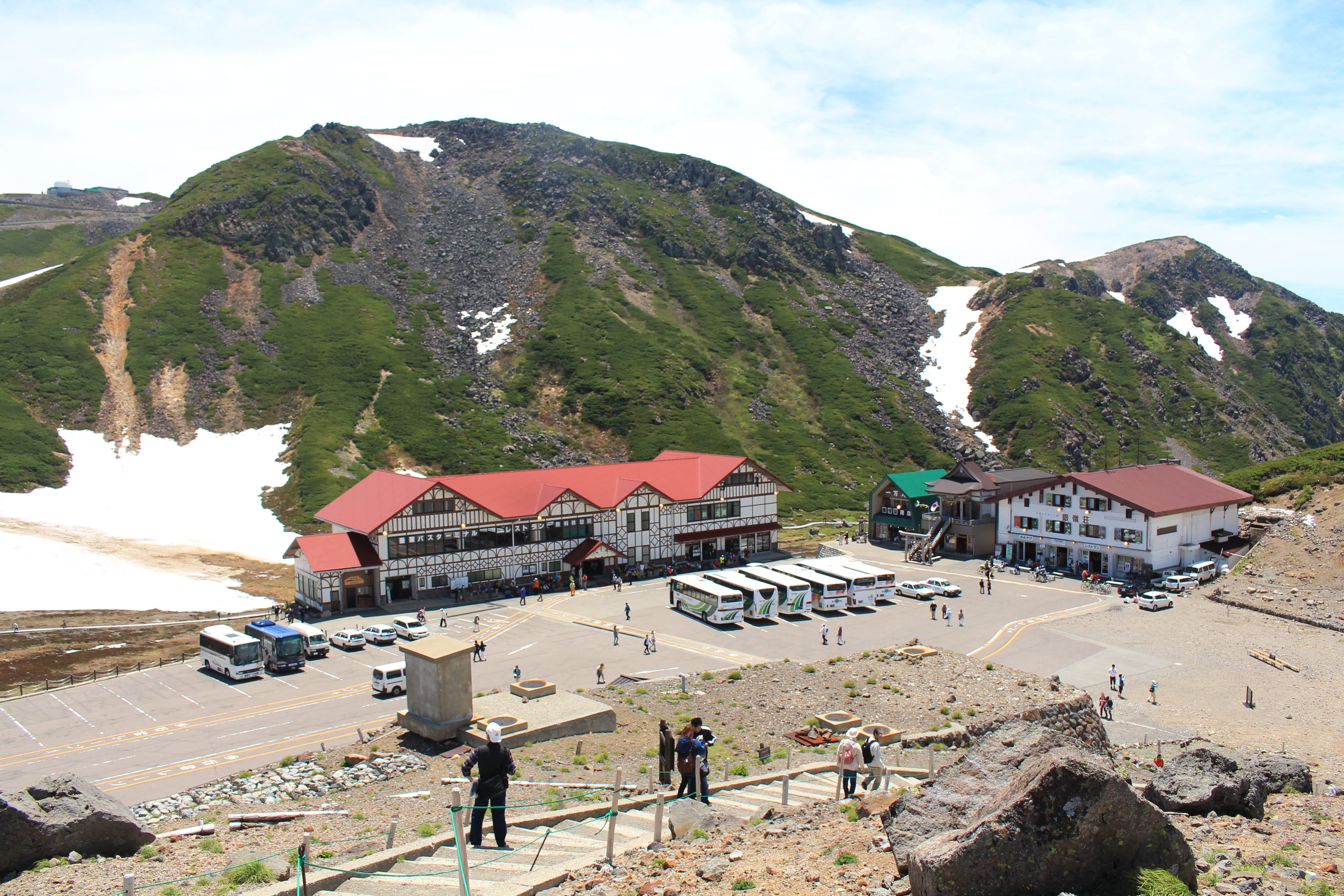
畳平バスターミナル

  - 上高地線同様、マイカーが乗り入れできない乗鞍スカイラインを経て乗鞍岳の畳平バスターミナルへ向かう。アルピコ交通と共同運行で、毎年5月上旬頃から10月下旬頃までの期間限定運行。
  - 日本一の高所を走る山岳ドライブウェイとして知られる乗鞍スカイラインの終点にある乗鞍畳平停留所は標高2,702 mにあり、日本最高所のバス停留所であった[40]。2017年（平成29年）7月にアルピコ交通がより高所の標高2,716 m地点に「標高2716m」停留所（一部を除き降車専用）を新設したため、現在はそちらが日本最高所のバス停留所となっている。ただし、乗鞍山頂（畳平）停留所は運行期間中常時乗降ともできるため、「日本一高いバスのりば」とされている[41]。
  - 前日の気象予報によって運行本数が異なる。
  - 先述の上高地線同様に、利用状況により増発する。

高山市内線
もともとは高山市内施設めぐり線として、高山 - 飛騨の里 - 高山 - 高山陣屋 - 高山と運行する路線だった。飛騨の里から光記念館へ向かうルートも一時期存在したが、廃止となっている。現在は、飛騨の里などの郊外の施設へ向かう「さるぼぼバス」と、古い町並や市街地の商業施設などを巡る「匠バス東西線」「匠バス南北線」「まちなみバス」に再編されている。
- さるぼぼバス
  - [Sa] 高山 - 飛騨の里 - まつりの森 - 世界生活文化センター - 飛騨の里 - 高山
  - [Sb] 高山 - 飛騨の里 - 高山
    - [Sa]まつりの森・世界生活文化センター経由便と[Sb]非経由便が交互に運行される。
    - 後述のまちなみバス用の改造車両のほか、小型車を除く一般路線の車両が使用される。

- 匠バス東西線
  - [Ta] 高山 - 高山陣屋 - 別院前 - 高山陣屋 - 高山

- 匠バス南北線
  - [Tb] 不動橋駐車場 - 古い町並口 - 高山陣屋前 - 日赤前 - 天満駐車場

- まちなみバス
  - [MR][ML] 高山 - 高山駅白山口 - ルビットタウン高山前 - 市役所 - 不動橋駐車場前 - 日下部民芸館口 - 高信本店前 - 高山陣屋前 - 日赤前 - 花里町2丁目 - 高山
    - 観光施設のほか、公共施設なども経由する循環路線。[MR]右回り、[ML]左回りとも高山発着のため、高山をまたいでの乗車は出来ない。
    - 狭隘区間を運行するため、当路線専用の小型車両（日野・ポンチョ）が使用される。

荘川線
- [K0] 高山 ← 民俗館口 ← 清見支所前 ← 夏厩 ← 六厩口 ← 桜の郷荘川前 ← 荘川支所前 ← 牧戸駅 ← 上野々俣公民館前
- [K1] 高山 - 西高校前 - 清見支所前 - 夏厩 - 六厩口 → 桜の郷荘川前 → 荘川支所前 → 牧戸駅 → 上野々俣公民館前
- [K1k] 高山 - 西高校前 - 久美愛厚生病院 - 西高校前 - 清見支所前 - 夏厩 - 六厩口 - 桜の郷荘川前 - 荘川支所前 - 牧戸駅 - 上野々俣公民館前
- [K2] 高山 - 民俗館口 - 清見支所前
- [K2n] 久美愛厚生病院 ← 高山 ← 日赤前 ← 民俗館口  ← 清見支所前
- 高山 → 久美愛厚生病院
  - 一部便が高山地域内において市街地より北にある中山町地区の肩代わりをしておりやや複雑な系統となっているが、いずれの系統も高山地域と市西方の清見地域を結ぶ。通称「清見方面」。一部便がさらに進んで山間部の荘川地域へ達する。全系統合わせて一日8.5往復（平日の場合）。
  - 崇教真光の行事開催日（毎月1回ペースで1 - 数日間）には高山 - 崇教真光総本山前間で臨時直行便が運行される。積極的な告知はなされず、崇教真光総本山前停留所も通常の乗降場ではなく総本山内にある教団所有のバスターミナルを使用する。

古川・神岡線

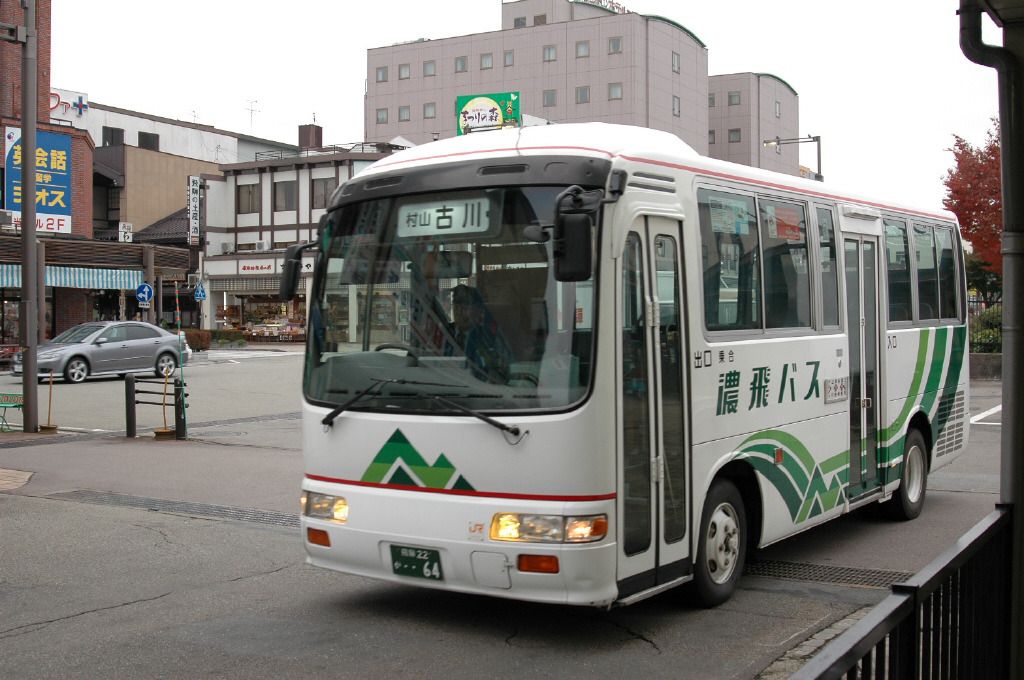
古川線

- [F00] 高山 - 桐生農協前 - 丹生川口 - 国府駅前 - 飛騨古川駅 - 細江駅前 - 濃飛バス神岡営業所 - ガッタンゴー旧奥飛騨温泉口駅
- [F01] 高山 - 桐生農協前 - 丹生川口 - 国府駅前 - 飛騨古川駅
- [F05] 高山 - 桐生農協前 - 丹生川口 - 国府駅前 - 宇津江二区 - 飛騨古川駅
- [F06] 高山 - 桐生農協前 - 丹生川口 - 村山公民館前 - 国府駅前 - 飛騨古川駅
- [F07] 高山 - 桐生農協前 - 丹生川口 - ラクール前 - 国府駅前 - 宇津江二区 - 飛騨古川駅
- [F08] 高山 - 桐生農協前 - 丹生川口 - 村山公民館前 - 国府駅前 - 宇津江二区 - 飛騨古川駅
- [F21] 高山 - 西高校前 - （高山国府バイパス） - 国府駅前 - 飛騨古川駅
- [F21k] 高山 - 西高校前 - 久美愛厚生病院 - （高山国府バイパス） - 国府駅前 - 飛騨古川駅
- [F22] 高山 - 飛騨高山高校岡本校舎 - 西高校前 - （高山国府バイパス） - 国府駅前 - 飛騨古川駅
  - 高山から国道41号を北上するルート。基本的には高山 - 古川の区間便と古川を経て神岡営業所へ至る便の2種類で、高山・神岡両営業所の共管路線。高山発着の一般路線では最も運行本数が多い。
  - 高山 - 古川間では、国道41号に並行する宮川対岸の集落等を経由する派生系統が多く、ラクール前経由、国府地域に位置する宇津江経由、平日1往復のみ運行の村山経由など、パターンは数多く存在する。また、高山 → 古川 → 細江駅前、旧奥飛騨温泉口駅 → 神岡営業所 → 古川 → 高山 → 山ゆり学園口、野口 → 古川 → 高山 → 高山工業高校（土休日は高山止まり）、飛騨古川駅近くの吉城高校口発着・経由便、飛騨神岡高校発着便も運行される。2022年4月より一部の便が高山国府バイパス経由となり、古川から西高校前方面への所要時間が短縮された[42][43]。
  - 2022年4月のダイヤ改正までは早朝に古川 → 高山の特急バス（途中無停車）が運行されていた。この便は高山到着後そのまま高速バス名古屋線の初便として運行し[22]、高山で高速バス新宿線、岐阜線、京都・大阪線の初便に乗り継ぐことができた[44]。2022年4月のダイヤ改正で高山国府バイパス経由の一般路線バスに変更された[42]。
  - 高山 - 古川間は深夜運賃適用便が毎日2往復運行されている。最終便は、高山23時40分発及び古川0時10分発（毎日運行）と地方路線では非常に遅い[36]。

朝日線
- [A0] 久美愛厚生病院 ← 高山 - 朝日支所前 - （上西洞公民館前） - 秋神温泉
- [A1] 高山 - 朝日支所前
- 久美愛厚生病院 → 高山
  - 秋神温泉までは平日3往復・土休日1往復の運転で、この他に高山⇔朝日支所の区間便（土休日運休）が2往復運行されている。
  - 朝日支所前で市町村有償運送「たかね号」の高根－朝日線に接続するが、高根－朝日線は朝日線同様に土休日の運行本数が極端に減少するため、休日に高山から公共交通機関を利用してその日のうちに高根地域まで往復することはできない。

市内高校廻り線
- 西高校前 → 山ゆり学園 → 高山
- 中山公園 → 西高校前 → 中山中学校口 → 高山
  - 土休日と学休期は運休[22]。

#### 神岡営業所管内
上宝・神岡線
- [R1] 平湯温泉 - 一宝水 - 栃尾温泉 - 上宝支所前 - ガッタンゴー旧奥飛騨温泉口駅 - 濃飛バス神岡営業所
- [R2] 平湯温泉 - 福地温泉 - 栃尾温泉 - 上宝支所前 - ガッタンゴー旧奥飛騨温泉口駅 - 濃飛バス神岡営業所
- [RN] 双六口 - ガッタンゴー旧奥飛騨温泉口駅 - 濃飛バス神岡営業所
  - [RN]は双六口にて平湯温泉方面の「のらマイカー」に接続する。

神岡猪谷線
- [I] 道の駅スカイドーム・カミオカラボ ← 飛騨市民病院 ← 濃飛バス神岡営業所 ← 茂住 ← 猪谷駅
- [I] 濃飛バス神岡営業所 → 飛騨市民病院 → 道の駅スカイドーム・カミオカラボ → 茂住 → 猪谷駅

古川・神岡線
国府･上宝線
- [R11] 久美愛厚生病院 ← 高山 - 桐生農協前 - 丹生川口 - 国府駅前 - 飛騨古川駅 - 上宝支所前 - 中山口
- [R12] 高山 ← 桐生農協前 ← 丹生川口 ← ラクール前 ← 国府駅前 ← 飛騨古川駅 ← 上宝支所前 ← 中山口
- [R12k] 高山 → 久美愛厚生病院 → 丹生川口 → ラクール前 → 国府駅前 → 飛騨古川駅 → 上宝支所前 → 中山口

#### 下呂営業所管内
下呂線

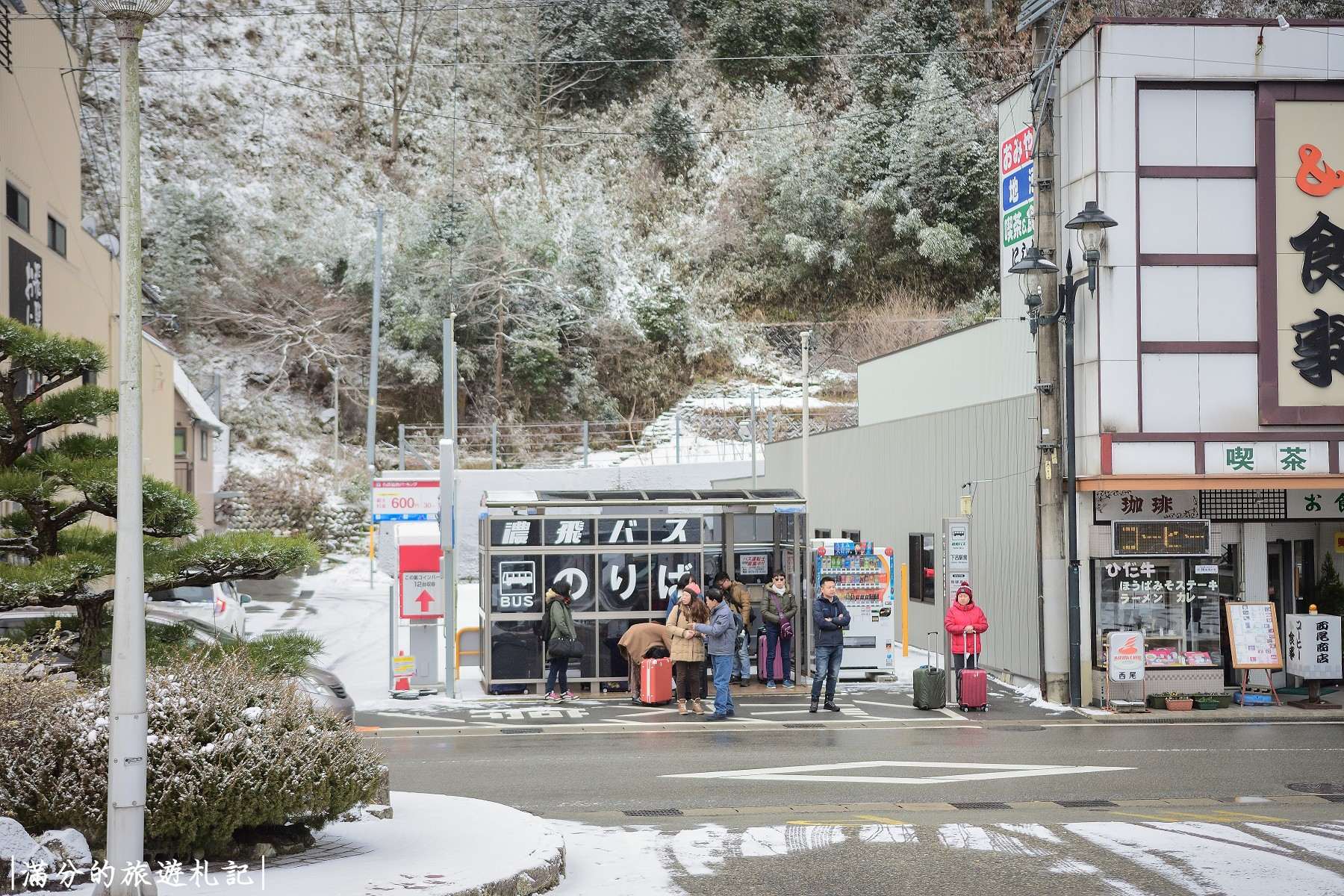
下呂駅前バス停

- [G0] 下呂 - 下呂駅前 - 萩原駅下 - あたがす - 久々野駅前 - 宮峠辻 - 高山
- [G1] 下呂 - 下呂駅前 - 萩原駅下 - （小坂久々野トンネル） - 久々野駅前 - （宮峠トンネル） - 高山
- [G2] 下呂 - 下呂駅前 - 萩原駅下 - （小坂久々野トンネル） - 久々野駅前 - 宮峠辻 - 高山 → 西高校前
- [G3] 下呂 - 下呂駅前 - 萩原駅下 - あたがす - 久々野駅前 - （宮峠トンネル） - 高山
- [G4] 久々野診療所口 → 久々野駅前 → 宮峠辻 → 高山 → 久美愛厚生病院
- 下呂 - 下呂駅前 - 萩原駅下 - 小坂駅前
- 下呂 → 下呂駅前 → 萩原駅前
- 小坂駅前 ← 榧原
  - 下呂 - 高山間通し運行の他、区間便が運行される。また、朝に下呂 → 高山 → 西高校前、久々野診療所口 → 高山 → 久美愛厚生病院の便も運行される。

加子母線
- 萩原駅前 - 下呂駅前 - 下呂 - 下呂駅前 - 宮地橋 - 舞台峠 - 加子母総合事務所前

乗政線
- 下呂 - 下呂駅前 - 宮地橋 - 乗政温泉

東上田線
- 下呂 - 下呂駅前 - 東上田

合掌村線
- 下呂 → 下呂駅前 → 下呂温泉病院 → 合掌村 → 下呂駅前 → 下呂

#### 美濃白川管理所管内
管内の白川町・東白川村では、2018年（平成30年）10月1日より新たな交通体系での運行を開始した。従来の4路線から2路線に集約し、一部区間は自治体が運営するデマンドバスに移行した。
白川中央線
- 奥新田 → 黒川ふれあいセンター - （白川町役場） - 白川口駅 - 道の駅ピアチェーレ・よいいち - 下油井駅

白川東白川線
- 白川病院 - 白川口駅 - 白川町役場 - 中川 - 柏本 - 東白川村役場 - 越原消防センター

### コミュニティバス
- のらマイカー：高山市

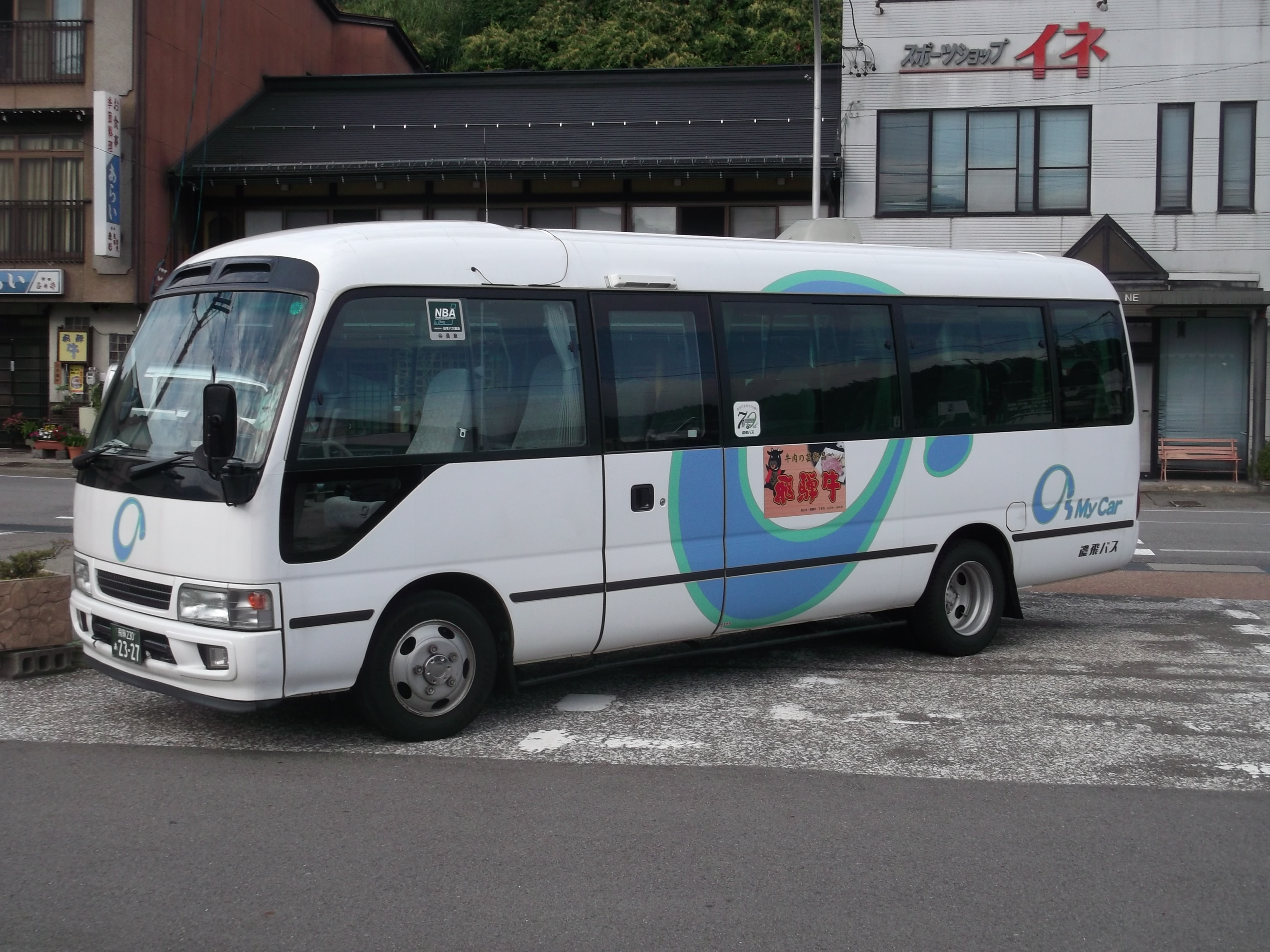
のらマイカー

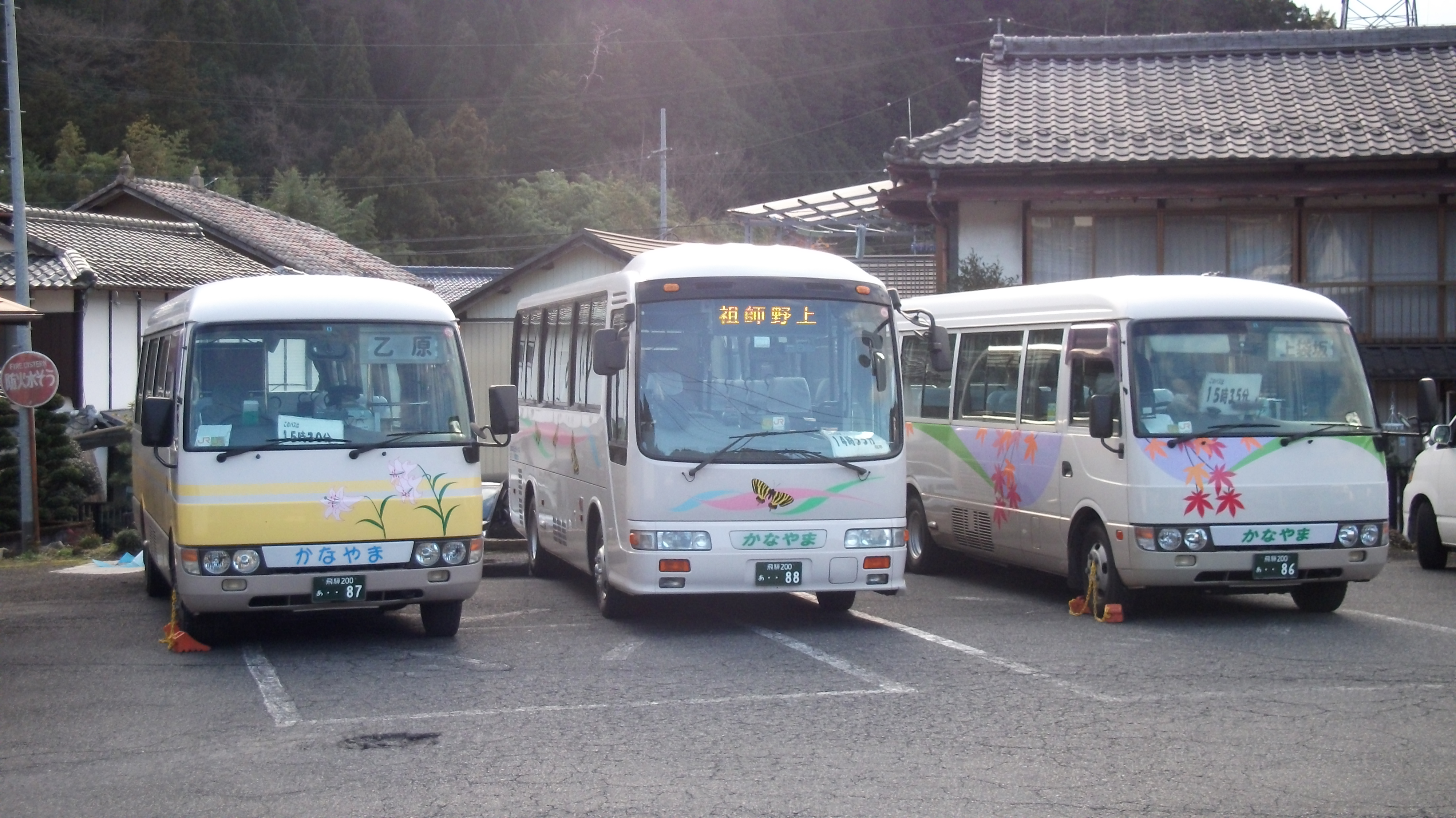
げろバス金山

- げろバス：下呂市（下呂地域、萩原地域、金山地域、馬瀬地域）
- 飛騨市営バス「ひだまる」[46]：飛騨市
  - 従来運行していた「飛騨市巡回バス」が2015年9月30日で廃止されたのに伴い、翌日に運行開始したコミュニティバス（飛騨市巡回バス#廃止後も参照）。

### 定期観光バス
「世界遺産 白川郷と五箇山相倉」コース
- 高山 - 五箇山相倉 - 白川郷 - 高山

### 廃止路線

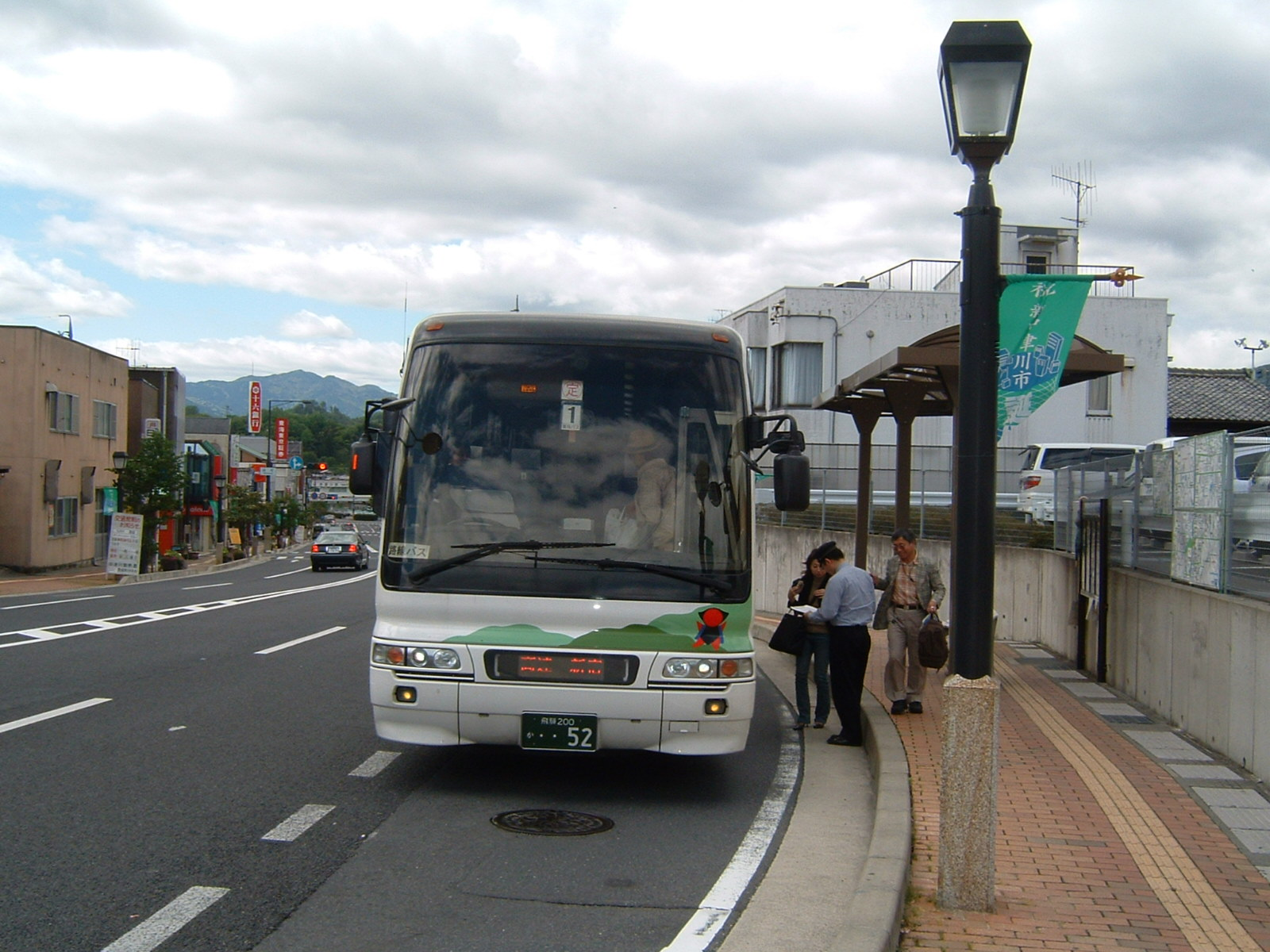
中央高速バス下呂温泉線

中央高速バス（下呂温泉・中津川 - 新宿線）
2008年（平成20年）7月5日をもって廃止。
高山 - 中部国際空港線
- 高山 - 郡上八幡IC - 中部国際空港

2014年（平成26年）2月1日から同年10月31日に実験運行した高速バス。
高山 - 富山きときと空港線
高山 - 富士山線
- 高山 - 丹生川 - 平湯温泉 - 中央道小形山 - 中央道都留 - 中央道西桂 - 中央道下吉田 - 富士急ハイランド - 河口湖駅 - 富士山駅

2016年（平成28年）4月15日に富士急山梨バス（現・富士急バス）が単独で運行を開始。2017年（平成29年）5月1日に1日1往復から2往復に増便した際に濃飛バスが共同運行に加わったが、2018年（平成30年）4月1日に富士急が撤退し濃飛バスの単独運行となった。2020年（令和2年）4月1日より1往復に減便され、2021年4月1日ダイヤ改正により廃止された。
高山 - 扇沢線
- 高山 - 平湯温泉 - 大町温泉郷 - 扇沢

概ね4月中旬から10月中旬の間毎日運行されていたが、2021年（令和3年）4月1日ダイヤ改正により廃止された。平湯温泉と梓川サービスエリアで10分の休憩があった。
富山 - 高山線
- 高山 - 飛騨市庁舎前 - 濃飛バス神岡営業所 - 茂住 - 猪谷 - 笹津 - 富山空港前 - 富山駅前

一般道経由の特急バス。2012年（平成24年）4月1日に廃止され、神岡 - 富山間を直通するバスは後述の奥飛騨温泉郷 - 富山線のみとなった。
高山 - 木曽福島線
- 高山 - 朝日支所前 - オケジッタ - 木曽馬の里入口 - 本町 - 木曽福島駅

おんたけ交通と共同運行の特急バス。2019年（令和元年）10月12日から11月17日の間運行した。
奥飛騨温泉郷 - 富山線

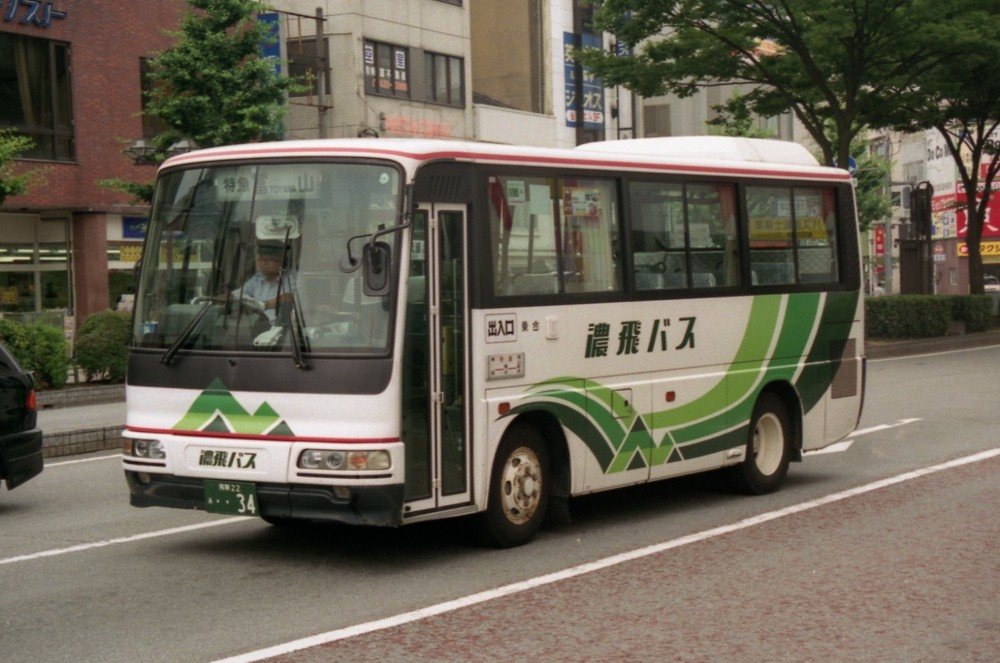
神岡 - 富山線（当時）

- 平湯温泉 - 栃尾温泉 - 新穂高ロープウェイ - 栃尾温泉 - （上宝支所前） - 旧奥飛騨温泉口駅 - 濃飛バス神岡営業所 - 茂住 - 猪谷 - 笹津 - 富山空港前 - 富山駅前

富山地方鉄道と共同運行。
もとは一般路線バスの神岡 - 富山線。路線バス時代より共同運行で、当時より地鉄エリア内は主要停留所のみ停車の特急便とされていた。路線車を使用した地鉄担当便に対し、濃飛バス担当便は観光型ベースのエアロミディMJで運行していた。
2005年（平成17年）7月に各方面へのジャンクションでもある平湯温泉へ延長されるが、需要の低迷から高山発着に変更。高山発着・平湯発着並行の時期を経て2012年4月に高山発着を廃止。ただし神岡にて高山発着便と接続、乗り継ぎ割引を実施。
2015年（平成27年）3月14日、北陸新幹線延伸開業に合わせ、富山駅 - 新穂高ロープウェイ便を2往復新設。うち1往復は予約制でスカイドーム神岡（新設）と栃尾温泉のみ停車。もう1往復は平湯発着便の行先変更となり、平湯側では1往復減便。なお予約制便の新設に伴い、これの出入庫便を神岡 - 富山駅で1往復新設。
2016年（平成28年）4月1日、停車停留所の変更や一部の便の新穂高経由化といった再編を実施。
2020年（令和2年）4月1日、運行本数が1日2往復に減便した。
2021年（令和3年）4月1日、地鉄担当便を含めて路線廃止。
廃止時点のダイヤでは地鉄担当便は濃飛エリア内においても主要停留所のみ停車となっており、濃飛担当便より通過停留所が多かった。
沿革
- 2008年（平成20年）4月1日 - 運行開始。
- 2009年（平成21年）4月1日 - 富山空港前に停留所新設。
- 2012年（平成24年）4月 - 富山 - 神岡・平湯間に区間変更。神岡で高山方面に接続。
- 2015年（平成27年）3月14日 - 富山 - 新穂高便新設に伴う路線再編。
- 2016年（平成28年）4月1日 - 停車停留所を変更、一部の便が新穂高を経由する路線再編。
- 2020年（令和2年）4月1日 - 運行本数が1日2往復に減便。
- 2021年（令和3年）4月1日 - 路線廃止。

高根線
- 高山 - 上ヶ洞

一部区間を「のらマイカー」へ移管、現在の高根 - 朝日線。
往還寺線
- 高山 - 往還寺

一部区間を「のらマイカー」へ移管、現在の一ノ宮ルート。
乗鞍青年の家線
- 高山 - 青年の家

全区間を「のらマイカー」へ移管、現在の岩滝線。
石神･麻生野線
- 濃飛バス神岡営業所 - 麻生野 - 石神

全区間を「ひだまる」へ移管、現在の神岡東部線。
吉田線
- 割石温泉 - 濃飛バス神岡営業所 - ガッタンゴー旧奥飛騨温泉口駅 - 上小萱 - 流葉温泉・スキー場

2020年（令和2年）10月1日より全区間を「ひだまる」へ移管。
湯屋線
- 下呂 - 下呂駅前 - 萩原駅下 - 小坂駅前 - 湯屋温泉 - 鹿山
- 小坂駅前 → 小坂保育園前 → 郷石原

廃止後に「げろバス小坂」へ移行。2020年4月1日より「デマンド小坂」へ移行した。
馬瀬線
- 下呂 - 下呂駅前 - 萩原駅前 - 馬瀬振興事務所 - 芋島 - 川上
- 萩原駅前 - 馬瀬振興事務所 - （美輝の湯 - 美輝の里 - 美輝の湯 - 馬瀬振興事務所） - 芋島 - 川上

2015年4月1日より「げろバス馬瀬」へ移行。2020年4月1日より「デマンド馬瀬」へ移行した。
スクールバス
- 白川口駅前 - 古井駅 - 加茂高校 - 加茂農林高校

#### 美濃白川管理所管内（廃止）
黒川線
- 白川口駅前 - 奥新田

佐見線
- （営業所前 - ）白川口駅前 - 栗林

白川線
- （営業所前 - ）白川口駅前 - 大明神

蘇原線
- 白川口駅前 - 鹿折橋

#### 中津川営業所管内
2008年（平成20年）9月30日をもって廃止、翌10月1日より北恵那交通へ移管。
馬籠線
- 中津川 - 濃飛BT - 馬籠 - 馬籠峠

美濃坂下線
- 中津川 - 濃飛BT - 坂下駅前

霧ヶ原線
- 中津川 - 濃飛BT - 霧ヶ原（集会所前）

藤沢線
- 坂下駅前 - 馬籠

外洞・上野線
- 坂下駅前 - 外洞・赤田 - 宮の洞

夕森線
- 坂下駅前 - 夕森公園口

恵北線
- 加子母総合事務所前 - 坂下駅前 - 濃飛BT - 中津川駅前

## 車両
他の名鉄グループ各社と同様三菱ふそう製が多くを占めるが、日野自動車製、いすゞ自動車製、日産ディーゼル製の車両を導入しており、日産ディーゼル車は富士重工業製と西日本車体工業製の車体を架装していた。

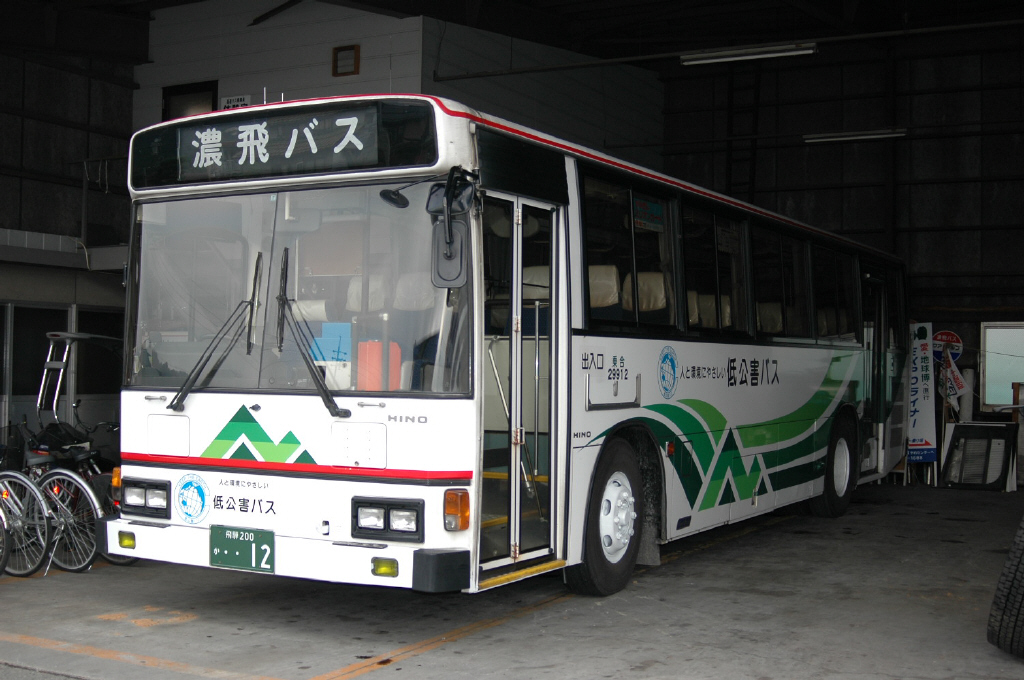
ハイブリッドバス
日野・ブルーリボンHIMR

営業エリアの多くが標高の高い地域で、環境保護のため自動車排出ガス規制に適合した車両の導入を進めている。低公害車は三菱ふそう・エアロスターの蓄圧式ハイブリッド車MBECS、日野・ブルーリボンおよび日野・セレガ（初代）の電気式ハイブリッド車HIMRを導入し、主に乗鞍・上高地方面への路線を中心に就役した。
飛騨地方の降雪対策として、一般路線バスの多くは原則としてトップドア車で「前乗り前降り」のため、以前は貸切バスの格下げ車も存在した。ワンステップバス・ノンステップバスの中には中間扉を有するものも存在するが、中間扉を使用するのは車椅子での乗降時のみで、通常は締切で運用される。
岐阜県から飛騨・世界生活文化センターへのシャトルバス運行を受託し（現在の「さるぼぼバス」）、専用車として1950年代から1960年代の観光バスのように車体の後ろ半分をかさ上げしたいすゞ・エルガワンステップが1台在籍する。同車は「さるぼぼバス」のほかにも、古川・神岡線など一般路線にも運用されることがある。当該車両に限り中扉を使用し、高山バスセンター以外の停留所では「中乗り前降り」となる。
2012年（平成24年）からは、希望ナンバー（飛騨230）を取得して車両を管理している。
2017年（平成29年）2月27日から2018年（平成30年）3月31日の間、高速バス車両1台にアニメ映画『君の名は。』のラッピングが施されていた。これは飛騨市が同作品の舞台になっていることから、市が363.6万円の費用を負担して行ったものである。同じく作品の舞台となった新宿までを結ぶ中央高速バスを初め、各路線で運用された。また、2021年（令和3年）にはアニメ映画『呪術廻戦』に登場する飛騨千光寺の両面宿儺像のラッピングを期間限定で高速バス車両に施している。
2025年（令和7年）6月28日から7月18日まで、日の丸自動車興業より「スカイバス東京」のオープントップバス（ネオプラン・スペースライナー）を借り入れ、「おくひだマウンテンバス」の名称で高山濃飛バスセンターから平湯温泉バスターミナルを経由して新穂高ロープウェイのしらかば平駅まで運行された。

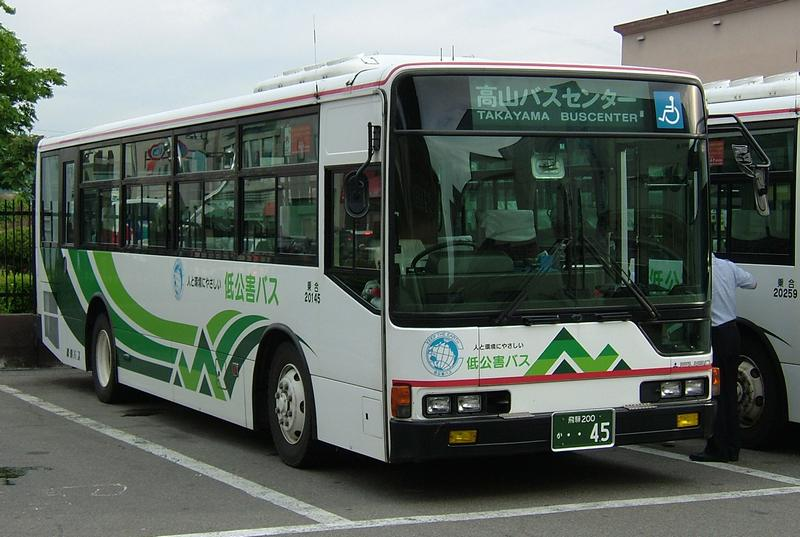
一般路線車 三菱ふそう・エアロスター
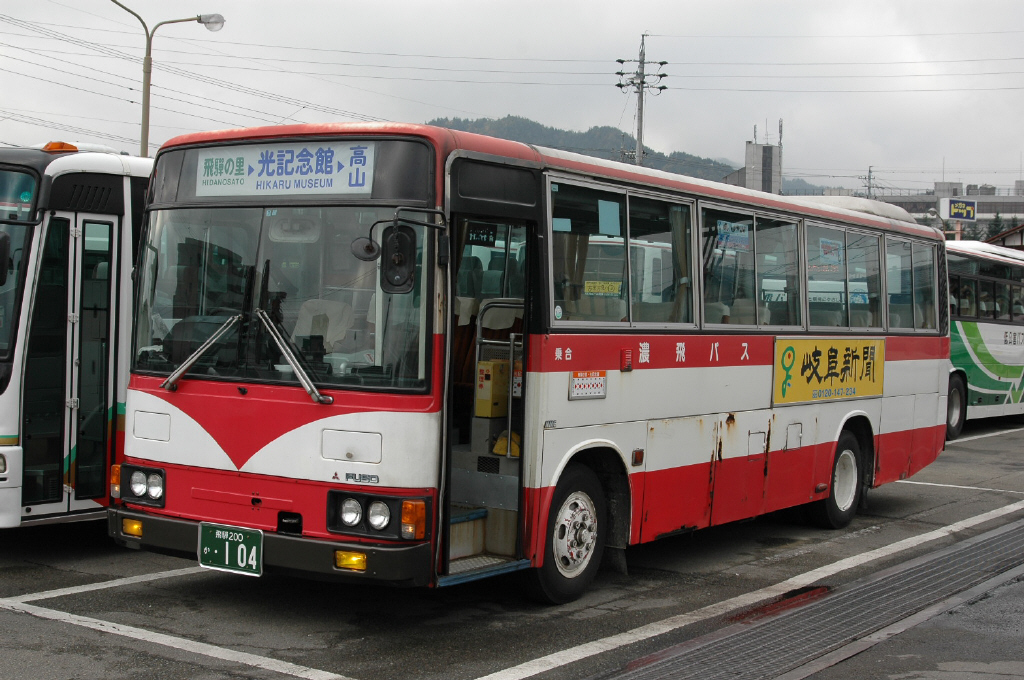
過去の車両 旧塗色
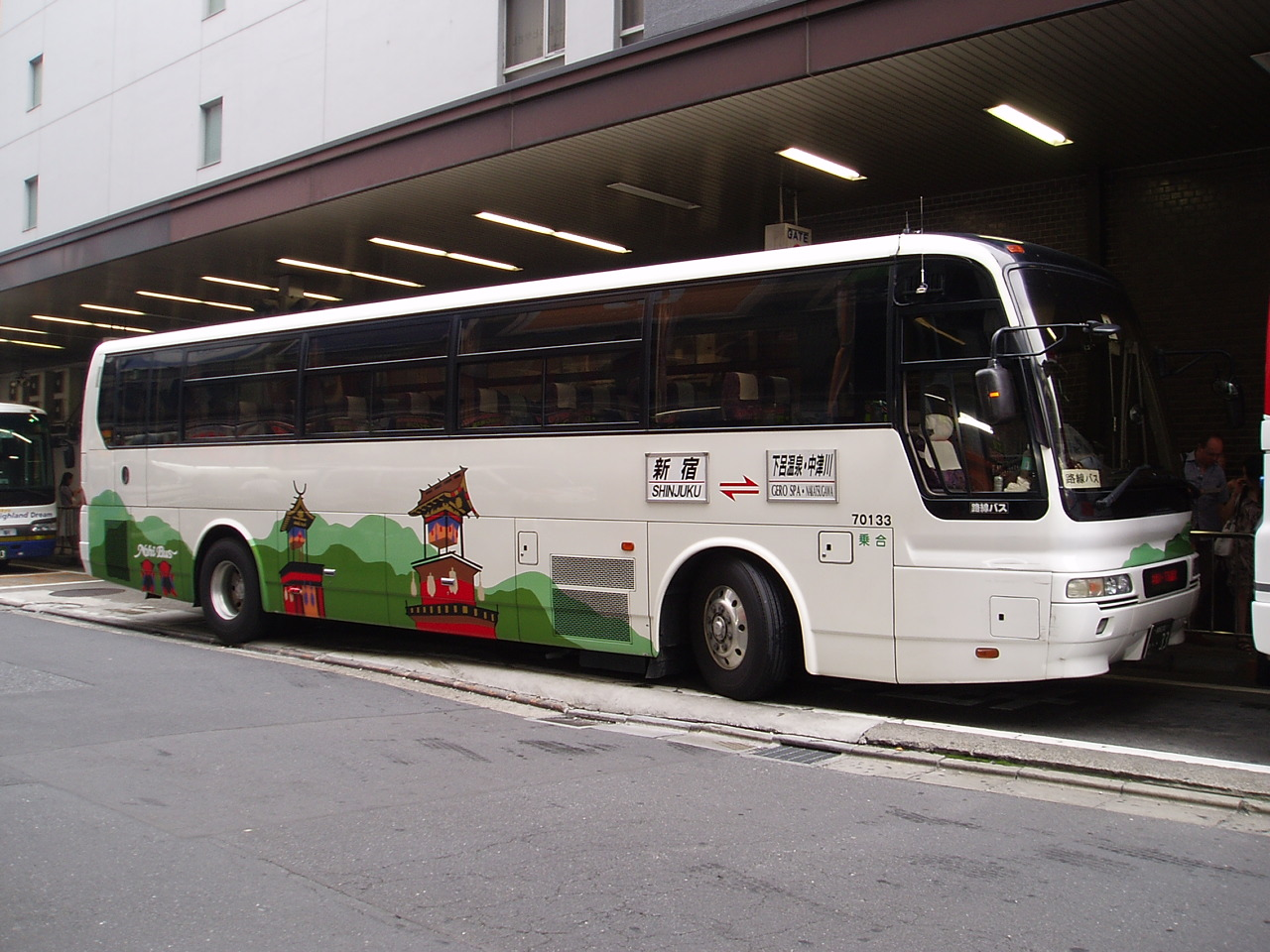
中央高速バス 新宿高速バスターミナルにて
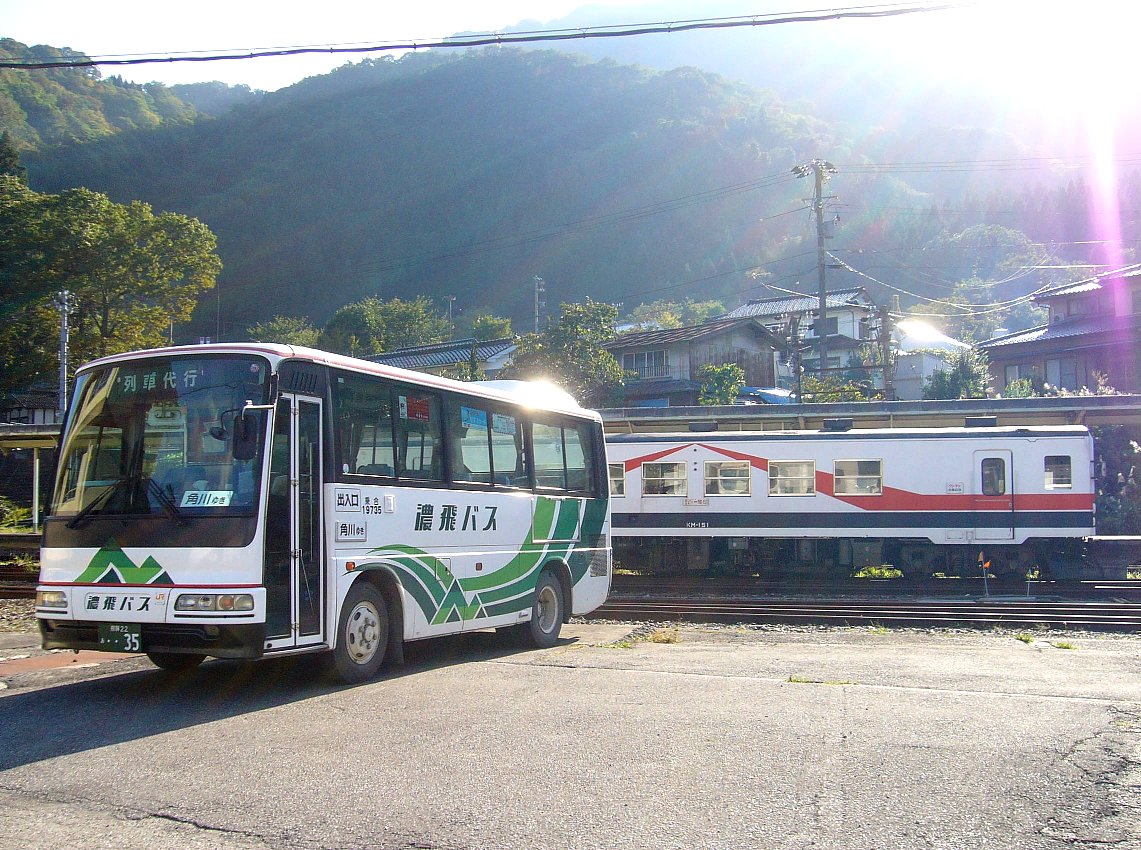
JR高山本線代行バス 猪谷駅前にて
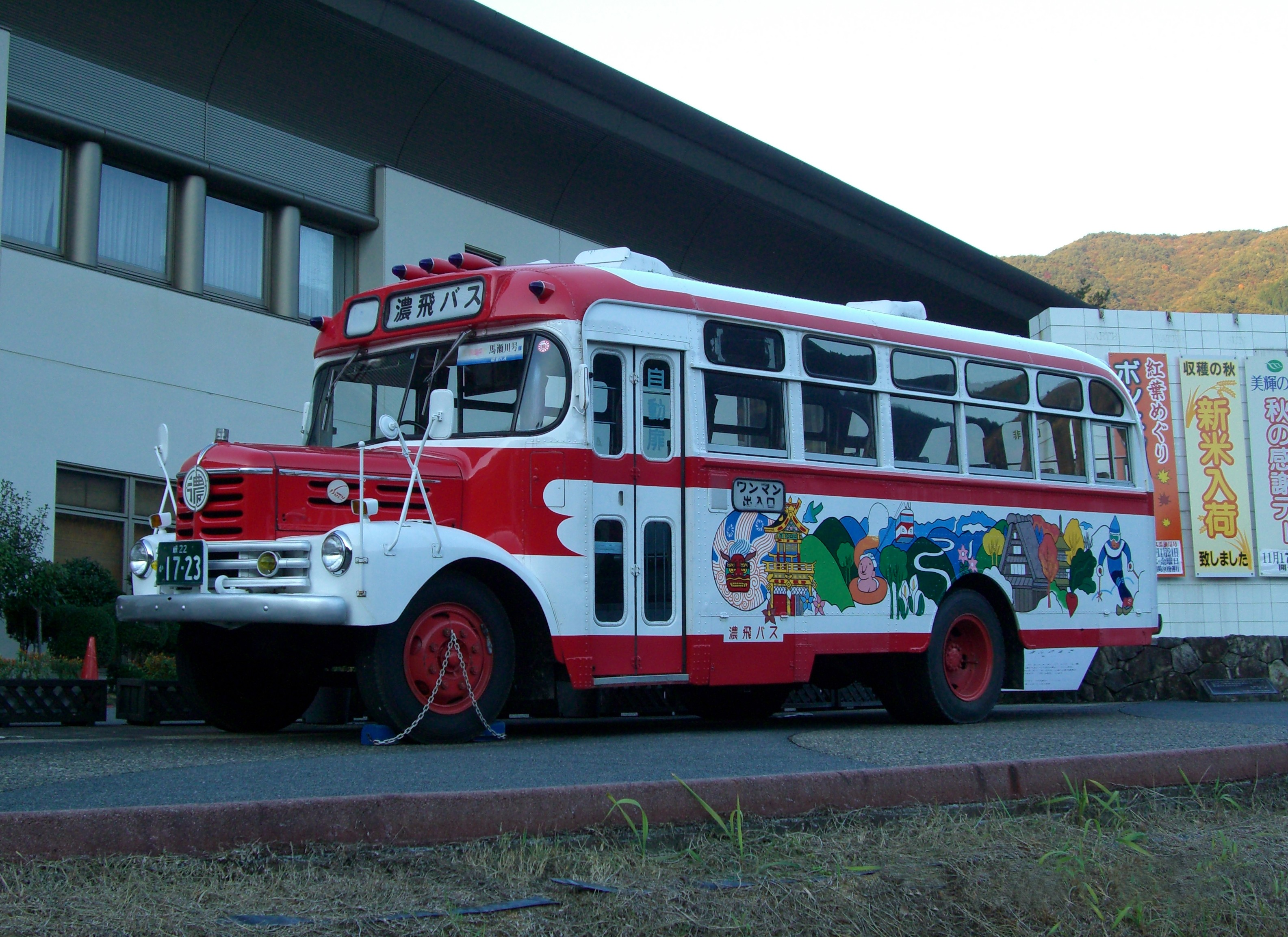
ボンネットバス いすゞ・BXD30
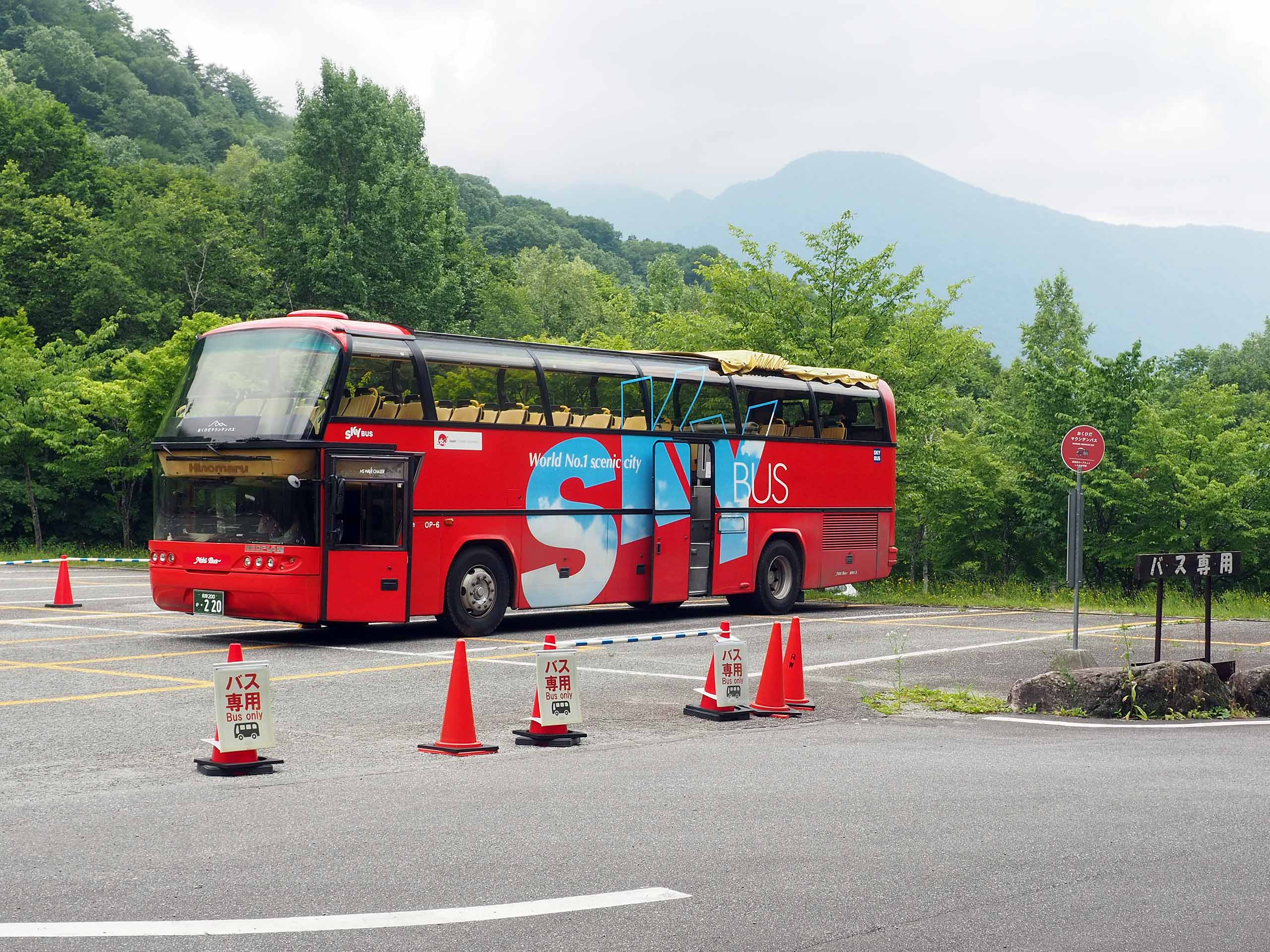
おくひだマウンテンバス しらかば平停留所にて